# Karstadt

Logo des Nachfolgers Galeria Karstadt Kaufhof vom 25. März 2019 bis 19. August 2021

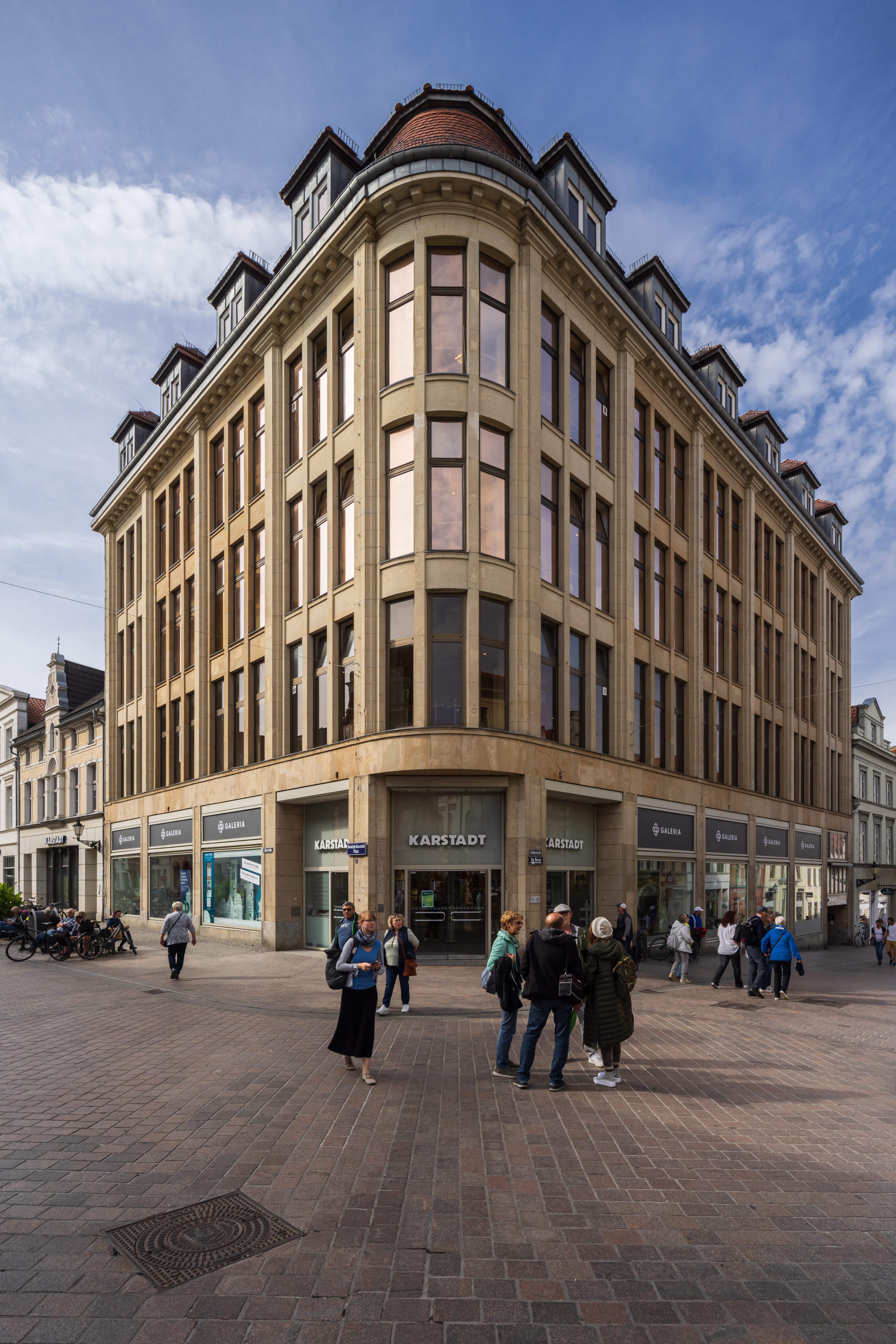
Karstadt-Stammhaus Wismar, Rudolph-Karstadt-Platz 1

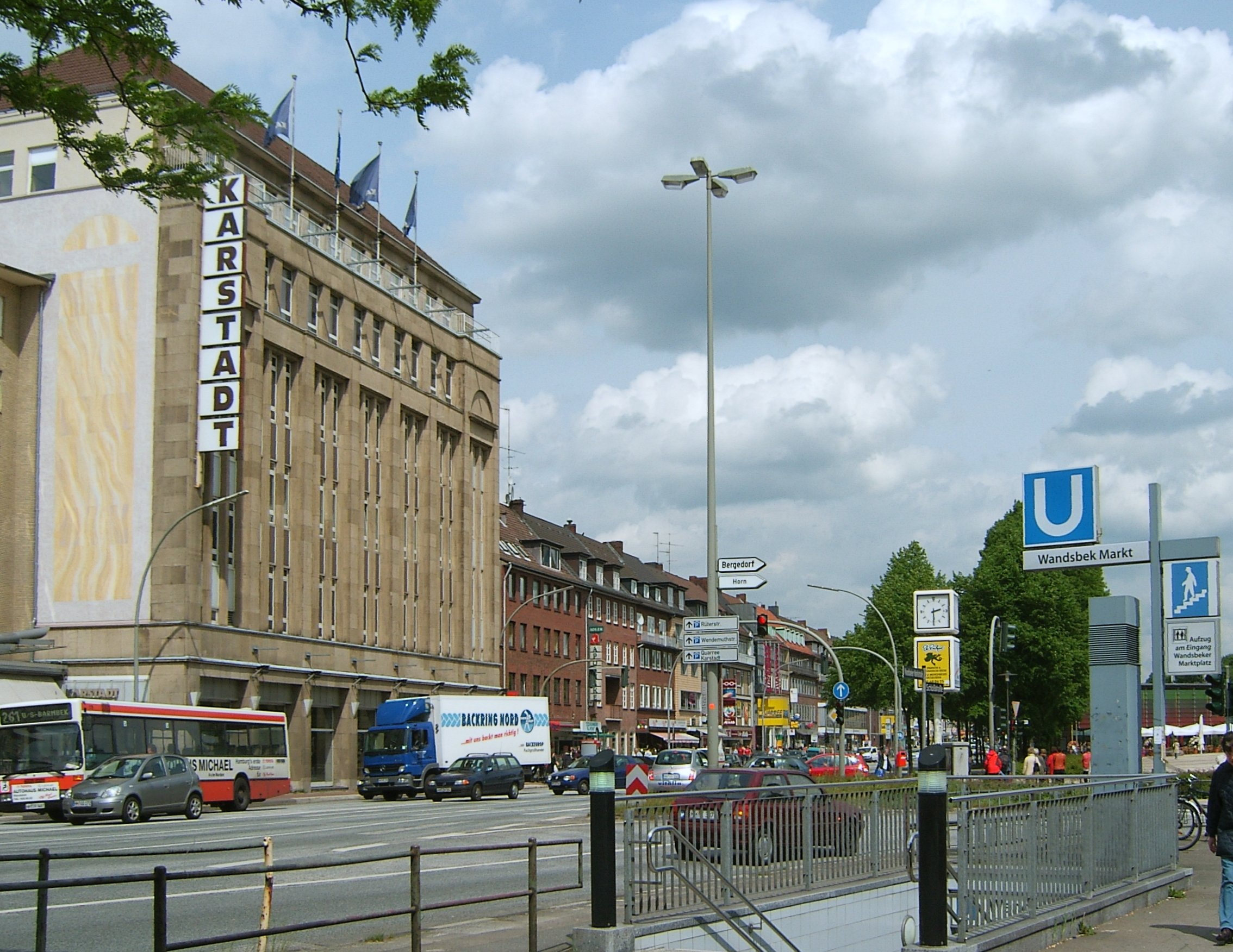
Karstadt Warenhaus in Hamburg-Wandsbek

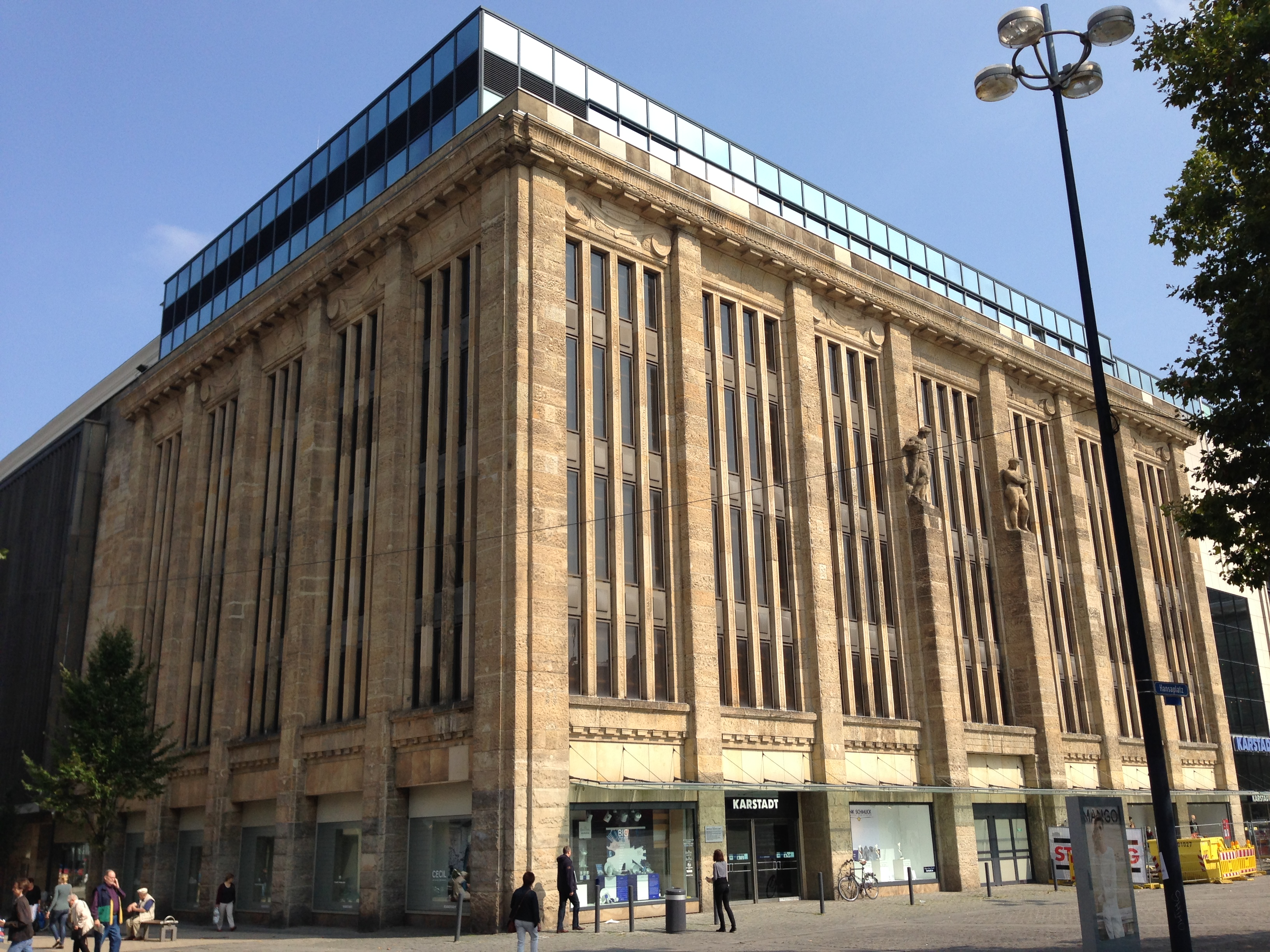
1904 in Dortmund errichtete Filiale der Warenhauskette Althoff, die 1920 von Karstadt übernommen wurde

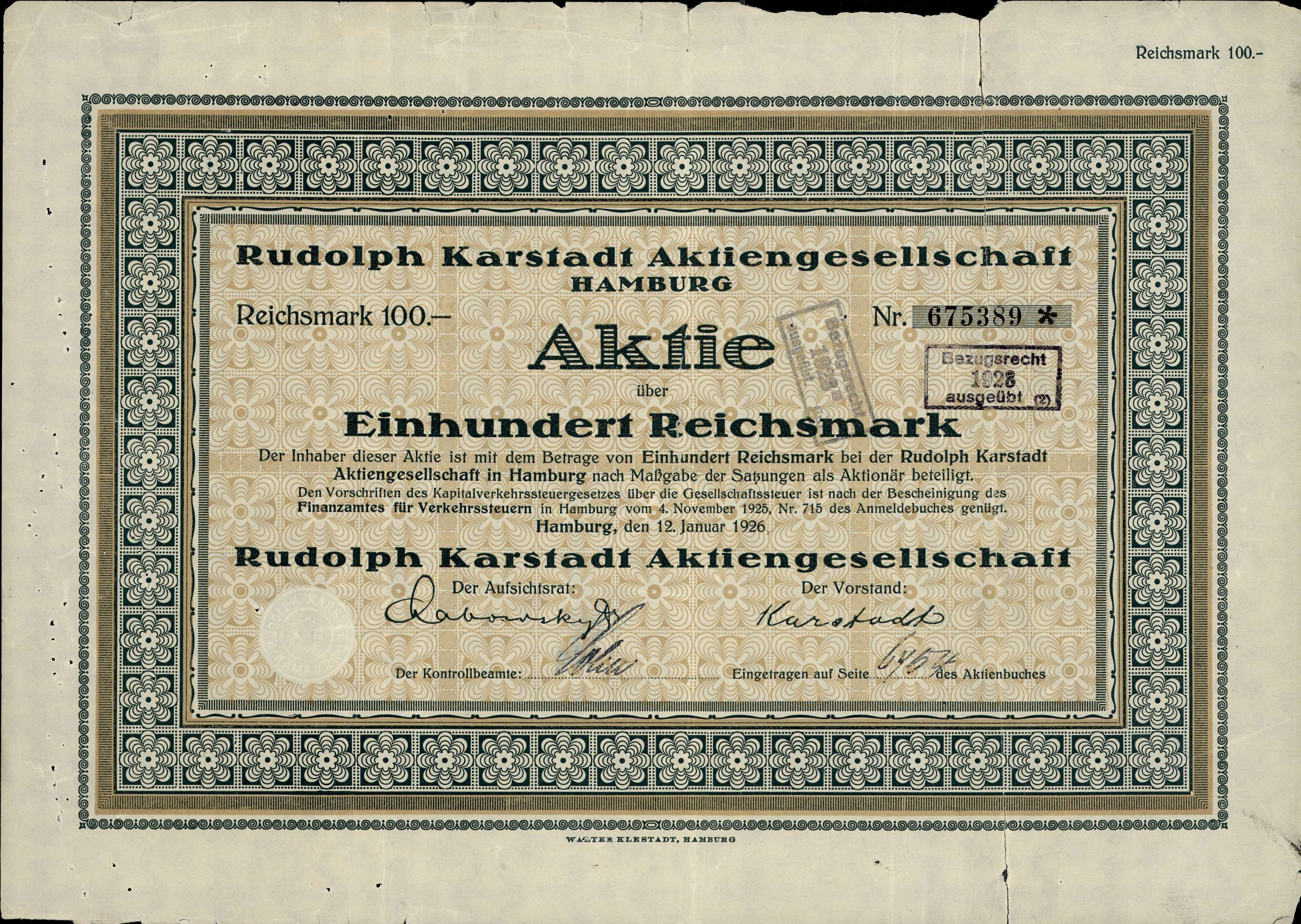
Aktie über 100 RM der Rudolf Karstadt AG vom 12. Januar 1926

Die Karstadt Warenhaus GmbH, mit Sitz in Essen, war eine deutsche Warenhauskette.
Zur Karstadt Warenhaus GmbH gehören 79 Warenhäuser, 2 Schnäppchencenter sowie der Onlineshop Galeria.de. Die 28 Sporthäuser sowie der Onlineshop karstadtsports.de gehören zur Karstadt Sports GmbH. Am 30. November 2018 schloss sich Karstadt mit Galeria Kaufhof unter einer neuen Holding der beiden Anteilseigner Signa (50,01 %) und Hudson’s Bay Company (HBC) (49,99 %) zusammen.
Seit dem 25. März 2019 treten Karstadt und Kaufhof unter dem gemeinsamen Namen Galeria Karstadt Kaufhof auf. Im Januar 2020 folgte die rechtliche Übernahme der Galeria Kaufhof GmbH und die Umfirmierung in Galeria Karstadt Kaufhof GmbH.
Die HBC verkaufte ihren Anteil am Gemeinschaftsunternehmen bis zum Herbst 2019 für rund eine Milliarde Euro an die Signa Holding, die damit Alleineigentümer wurde.
Nachdem der Karstadt Warenhaus GmbH im Geschäftsjahr 2016/2017 die Rückkehr in die schwarzen Zahlen gelungen war, meldete der Konzern nach der Übernahme von Galeria Kaufhof und unter dem Eindruck der wirtschaftlichen Auswirkungen der COVID-19-Pandemie am 1. Juli 2020 Insolvenz an. Der Insolvenzplan sah die Schließung von 41 Warenhäusern bis Ende Januar 2021 vor.

## Geschichte

### Karstadt von der Gründung 1881 bis 1932
Am 14. Mai 1881 gründete Rudolph Karstadt sein erstes Geschäft in Wismar unter dem Namen Tuch-, Manufactur- und Confectionsgeschäft Karstadt. Karstadt hatte von Anfang an Erfolg mit günstigen Festpreisen anstelle des sonst noch üblichen Handelns, schnell eröffneten Filialen in 24 Städten Norddeutschlands. Das zweite Karstadt-Haus wurde 1884 in Lübeck errichtet. Weitere Filialen entstanden in Neumünster (1888), Braunschweig (1890), Kiel (1893), Mölln (1895), Eutin (1896) und Preetz (1897). Im Jahr 1900 übernahm Rudolph Karstadt 13 Geschäfte seines hoch verschuldeten Bruders Ernst Karstadt in Anklam, Dömitz, Friedland, Greifswald, Güstrow, Hamburg (Röhrendamm), Ludwigslust, Neubrandenburg, Schwerin, Stavenhagen, Wandsbek (Lübecker Straße) und Waren (Müritz). Weitere Filialeröffnungen folgten in Bremen (1902), Hamburg-Eimsbüttel (1903), Altona (1903), Hannover (1906) und Wilhelmshaven (1908). Einen ersten Höhepunkt bildete das 1912 an der Mönckebergstraße in Hamburg eröffnete Großstadt-Warenhaus mit einer Verkaufsfläche von rund 10.000 m². Daneben setzte Karstadt zunehmend auf Eigenfabrikation von Bekleidung. Hierzu errichtete man 1911 ein großes Stofflager und ein Jahr später eine Wäschefabrik in Berlin. Außerdem wurde 1919 eine Herrenkleiderfabrik in Stettin eröffnet.
1920 wurde die Unternehmung des Dülmeners Theodor Althoff von Karstadt übernommen und der gesamte Konzern in die Rudolph Karstadt Aktiengesellschaft mit Sitz in Hamburg umgewandelt. Die Anteilseigner waren teilweise jüdischer Herkunft. Damit war der Karstadt-Konzern nun auch mit Althoff-Filialen in Dülmen (eröffnet: 1885), Rheine (1889), Borghorst (1889), Bottrop (1893), Bocholt (1893), Recklinghausen (1893), Essen (1894), Münster (1896), Duisburg (1899), Gladbeck (1901), Lippstadt (1901), Coesfeld (1902), Remscheid (1901), Dortmund (1904) und Leipzig (1914) vertreten. Das Filialnetz war dadurch auf 44 gewachsen. Die Althoff-Warenhäuser wurden jedoch erst viel später (1963) in Karstadt umbenannt. Karstadt expandierte nach dem Ersten Weltkrieg rasch und gründete im Juli 1926 die EPA-Einheitspreis-Aktiengesellschaft, mit der Karstadt ein Filialnetz von Niedrigpreis-Warenhäusern aufbaute. Bis 1932 entstanden 52 EPA-Filialen. Darüber hinaus erwarb Karstadt weitere Produktionsbetriebe, um unabhängiger von Zulieferern zu werden. Zu diesen Betrieben zählten Webereien, Einrichter, Druckereien und Schlachtereien. 1930 war Karstadt mit 89 Filialen, 27 Fabriken und über 29.000 Angestellten Europas größter Warenhauskonzern.
1932 schied Rudolph Karstadt aus der Unternehmensführung aus, nachdem das Unternehmen während der Weltwirtschaftskrise einen dramatischen Absatzrückgang hatte. In einem Sanierungsplan wurden unter anderem das Aktienkapital herabgesetzt, zahlreiche Filialen und Produktionsbetriebe geschlossen; die Epa AG wurde verkauft.

### Karstadt in Berlin

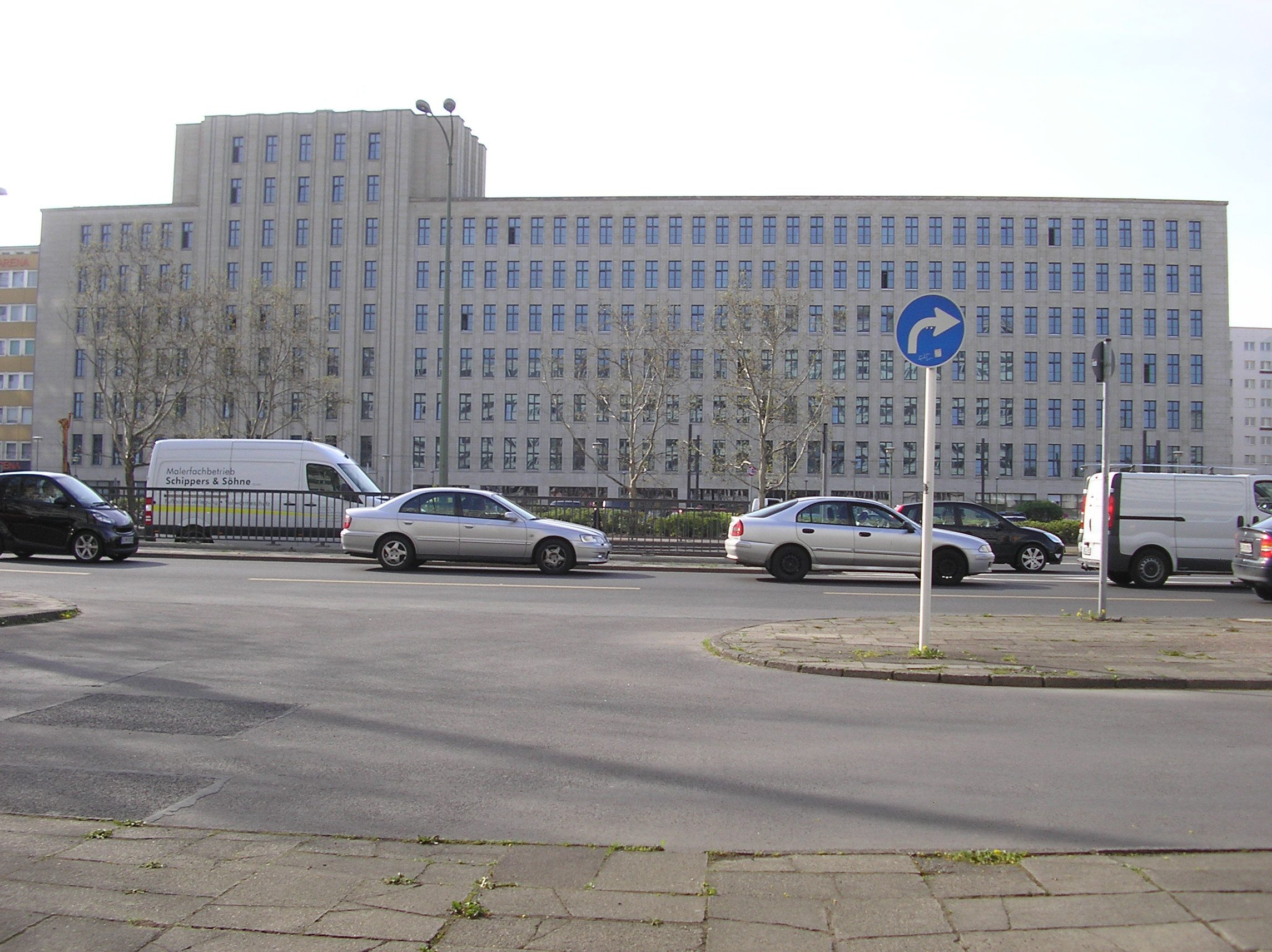
Ehemalige Hauptverwaltung in der damaligen Neue Königstraße (seit 1995 Otto-Braun-Straße)
Hier eine Ansicht von 2010, nach umfassender Fassadensanierung

Nahe am Alexanderplatz erwarb Rudolph Karstadt im Jahr 1928 Bauland, gelegen zwischen Keibel-, Wadzeck- und Neue Königstraße. Er ließ an dieser Stelle in den Jahren 1930/31 einen Gebäudekomplex nach Plänen des Architekten Philipp Schaefer errichten. Die Hauptverwaltung seiner Kaufhauskette zog im Jahr 1932 von Hamburg hierher, in die Mitte Berlins.
Zeitgleich wurde 1929 im Berliner Süden am Hermannplatz, an der Grenze der Bezirke Kreuzberg und Neukölln gelegen, eines der damals größten Warenhäuser der Welt eröffnet.

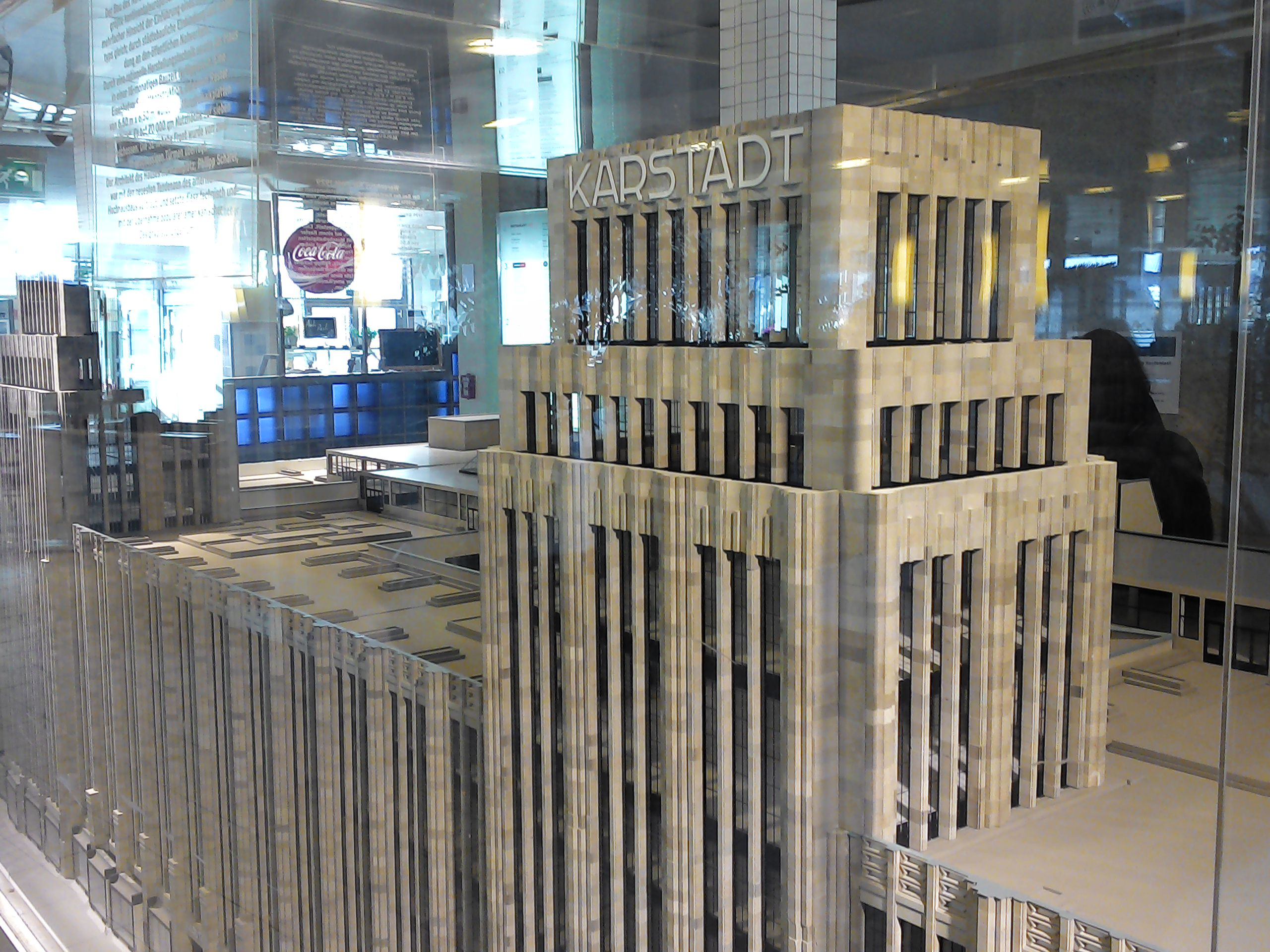
Modell des Kaufhauses Karstadt am Hermannplatz in Berlin, vor der Sprengung am 25. April 1945 (Standort 4. Etage des heutigen Gebäudes)

Auf neun Stockwerken mit insgesamt rund 72.000 Quadratmetern Nutzfläche (das KaDeWe besaß damals weniger als 30.000 Quadratmeter) waren anfangs rund 4000 Mitarbeiter beschäftigt. Der Monumentalbau besaß außerdem zwei 56 Meter hohe Türme, eine 4000 Quadratmeter große Dachterrasse, mehrere Lkw-Aufzüge sowie einen eigenen Zugang vom U-Bahnsteig. Doch schon bald erwies sich das Gebäude als überdimensioniert. Durch die Wirtschaftskrise bedingt standen 1932 mehrere Stockwerke leer.

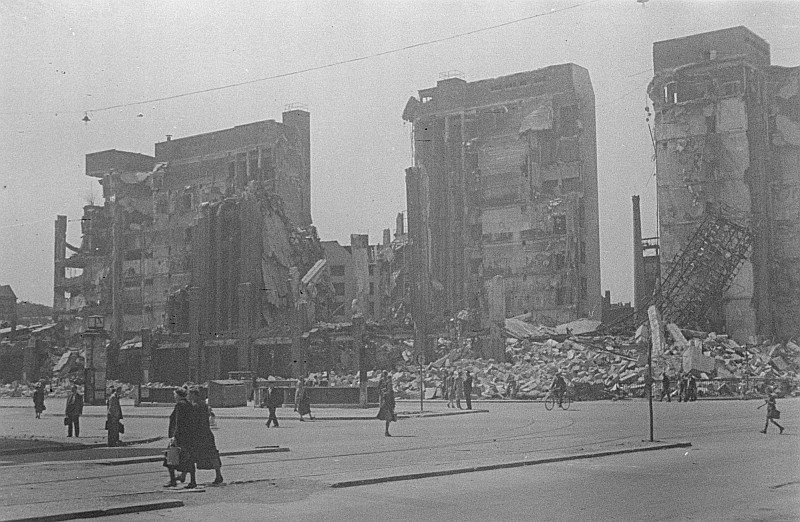
Ruine des Kaufhauses in Neukölln im Mai 1945

Das Verwaltungsgebäude am Alexanderplatz wurde 1934 für 15 Mio. Reichsmark an das Reichsfinanzministerium verkauft und die Hauptverwaltung später in einen 1935/36 ebenfalls von Schaefer errichteten Neubau am Fehrbelliner Platz verlagert. Danach zog in den achtstöckigen Komplex das Statistische Reichsamt ein. Zu dessen Aufgaben gehörte die Zählung der jüdischen Einwohner Berlins und die Sammlung von zentralen Informationen für die Kriegsführung. Gegen Ende des Zweiten Weltkriegs erlitt das Gebäude schwere Beschädigungen.
In der Schlacht um Berlin wurde der Hermannplatz zu einem Brennpunkt der letzten Kämpfe des Krieges. Am 25. April, nachmittags, „flog das riesige Kaufhaus in die Luft. Die SS sprengte es, um die von ihr im Keller eingelagerten Vorräte im Wert von 29 Millionen Mark nicht den Russen in die Hände fallen zu lassen. Es gab mehrere Tote.“
Ab Mai 1945 wurde der Magistrat von Berlin nach Auflösung sämtlicher vorheriger Regierungsstellen Eigentümer des ehemaligen Verwaltungskomplex am Alexanderplatz. Es wurde repariert und diente bereits ab 1945 als Standort verschiedener Polizeidienststellen der Stadt. Mit der Spaltung Berlins im Ergebnis des Viermächteabkommens teilte sich die Polizei in eine Direktion Ost und eine Direktion West. Für das in West-Berlin anzusiedelnde Polizeipräsidium wurden Gebäude am Platz der Luftbrücke errichtet und bezogen. Das Polizeipräsidium Ost verblieb im Haus Keibelstraße/Neue Königstraße. In einem neu gebauten Flügel entlang der Keibelstraße entstand ein Polizeigefängnis, der Rest des Gebäudes blieb bis zur deutschen Wiedervereinigung Sitz des Präsidiums der Volkspolizei.
Zwischen 2007 und 2010 führte die Berliner Immobilien Management GmbH (BIM) eine Generalsanierung des ehemaligen Karstadt-Gebäudes am Alex durch. Nach Abschluss dieser Arbeiten zog die Senatsverwaltung für Bildung, Jugend und Wissenschaft in 560 modern ausgestattete Büros ein. Im Flügel entlang der Keibelstraße sind wieder Polizeidienststellen untergebracht sowie Büros der BIM. Das ehemalige Polizeigefängnis in diesem Trakt stand etliche Jahre leer, diente allerdings auch als Filmkulisse – für Männerpension und Das Leben der Anderen. Im Jahr 2018 wurden die im Wesentlichen original erhaltenen Zellen und Aufenthaltsräume der Gefangenen in der ersten Etage des Hauses zu einem Lernort mit kleiner Ausstellung umgestaltet. Hier können seit dem 18. Februar 2019 Schüler aus den Klassenstufen 9 bis 13 eine Besichtigung vornehmen. Sandra Scheeres brachte bei der Eröffnung dieser Bildungsstätte den Wunsch zum Ausdruck, dass „hier Schüler auf spielerische Art die Haftbedingungen sowie die Überwachungs- und Kontrollmechanismen kennenlernen sollen“.
Im Januar 2019 veröffentlichte der Karstadt-Eigentümer Signa den Plan, das traditionsreiche Kaufhaus am Hermannplatz im Stil der 1920er Jahre zu renovieren. Das Gebäude war in der Nachkriegszeit behelfsmäßig wiedererrichtet worden.

### Arisierung
Das NS-Regime gewährte dem Konzern 1933 einen umfangreichen Kredit und der Konzern war ein frühes Objekt der sogenannten Arisierung. Dies hatten zwei leitende Angestellte und NSDAP-Mitglieder ausgehandelt. Jede Ausgabe der Unternehmenszeitschrift brachte in jener Zeit ein Hitler-Zitat. Dieser Umstand führte zu der nicht einhelligen Legende von einer freiwilligen Arisierung. Die Karstadt AG entließ 830 jüdische Angestellte, darunter vier Vorstandsmitglieder und 47 Geschäftsführer. Der Konzern leistete nach Kriegsende Entschädigungszahlungen.
In den 1930er Jahren musste das Unternehmen unter den ideologischen Vorbehalten des Nationalsozialismus gegen Warenhäuser leiden. Warenhäuser allgemein wurden als „jüdische Erfindung“ angesehen und waren zahlreichen Repressionen ausgesetzt. 

### Nach dem Zweiten Weltkrieg bis zur Fusion mit Quelle

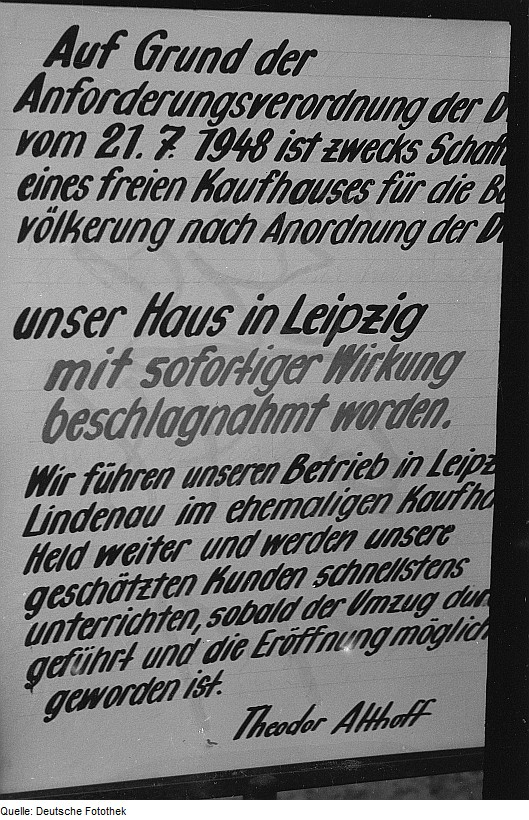
Plakat zur Enteignung des Warenhauses in Leipzig, 1948

Nach dem Zweiten Weltkrieg wurden die Häuser östlich von Oder und Neiße, in Königsberg (Ostpreußen), Cranz (Ostpreußen), Neustettin (Pommern), Stettin (Pommern) und Guben (Ost-Brandenburg) ebenso enteignet wie die Filialen in der Sowjetischen Besatzungszone (darunter Schwerin, Leipzig, Potsdam, Halle und Görlitz). Mehr als 30 der verbliebenen 45 Standorte in den Westzonen waren zerstört oder schwer beschädigt, darunter auch die damaligen „Flaggschiffe“ in Berlin-Kreuzberg (Hermannplatz) und Hamburg (Mönckebergstraße).
Am Aufschwung des Wirtschaftswunders der Nachkriegsjahre partizipierend erholte sich der Konzern und begann schon Anfang der 1950er Jahre zu expandieren. Im Jahr 1952 wurde auf dem Gelände der ehemaligen Tonhalle das Düsseldorfer Warenhaus an der Schadowstraße erbaut. Einige Übernahmen folgten, wie beispielsweise die der Grimme-Warenhäuser in Schleswig-Holstein 1970.
1977 erwarb Karstadt zunächst eine Mehrheitsbeteiligung an der Neckermann Versand AG und wurde mit einem Jahresumsatz von 10,62 Mrd. DM zum größten Handelsunternehmen in der Bundesrepublik. Im selben Jahr wurde die Auflösung der als Niedrigpreissparte fungierenden Kette Kepa beschlossen. 1984 erfolgte die komplette Übernahme von Neckermann und die Eingliederung in die Konzernstruktur.

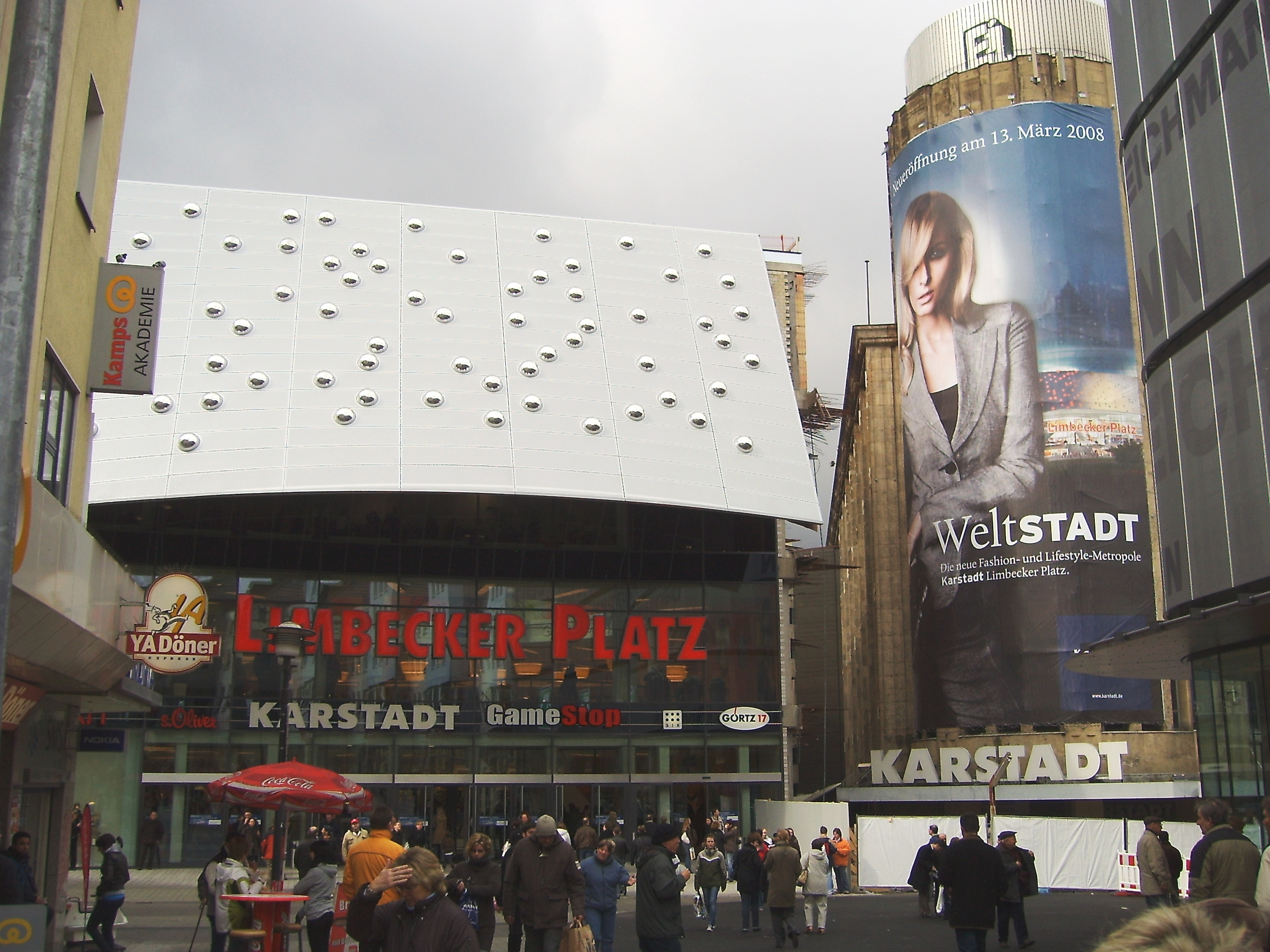
Karstadt Essen (Stammsitz) am Limbecker Platz, Neubau, rechts ehemaliges Althoff-Gebäude (abgerissen im Mai 2008)

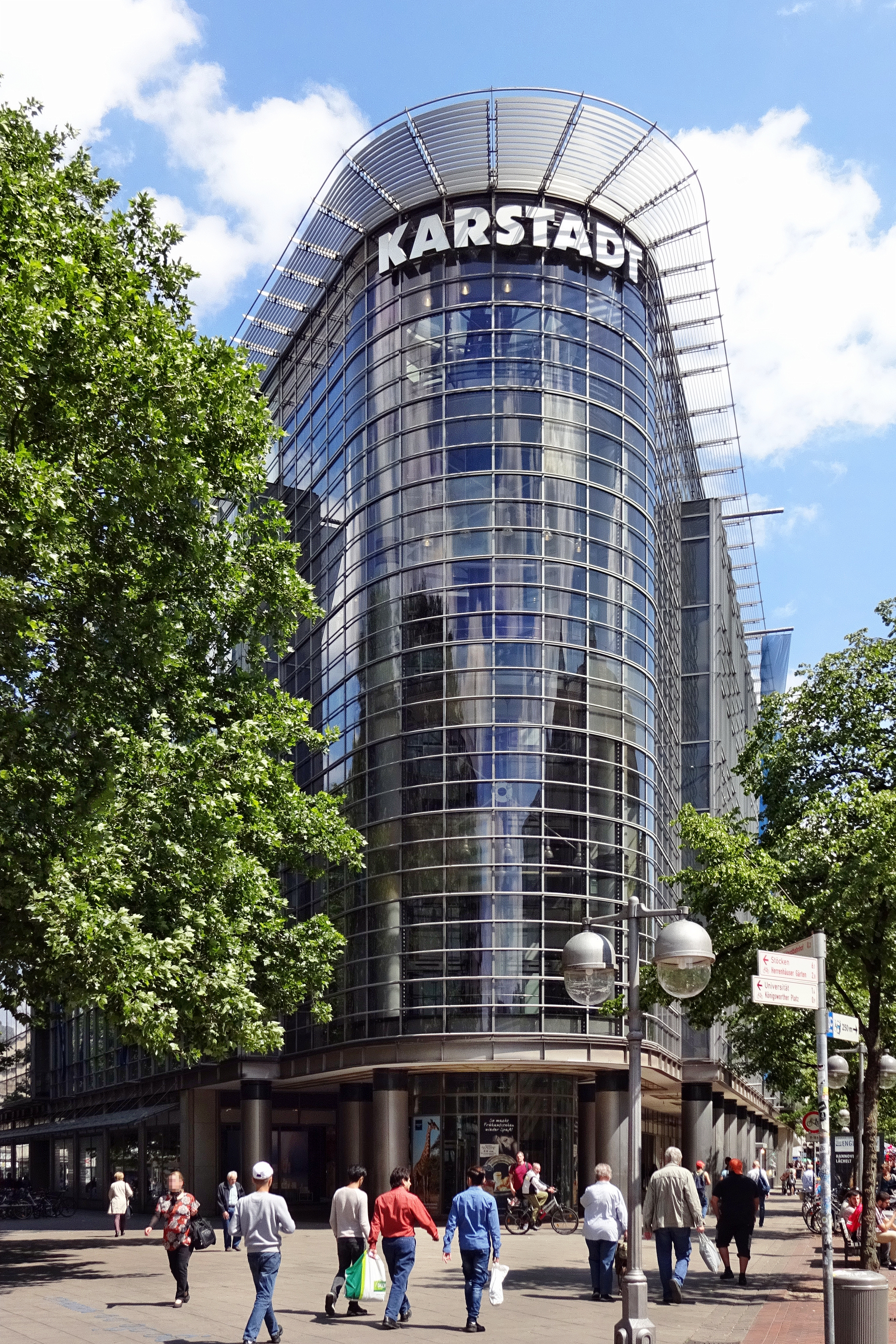
Karstadt in Hannover

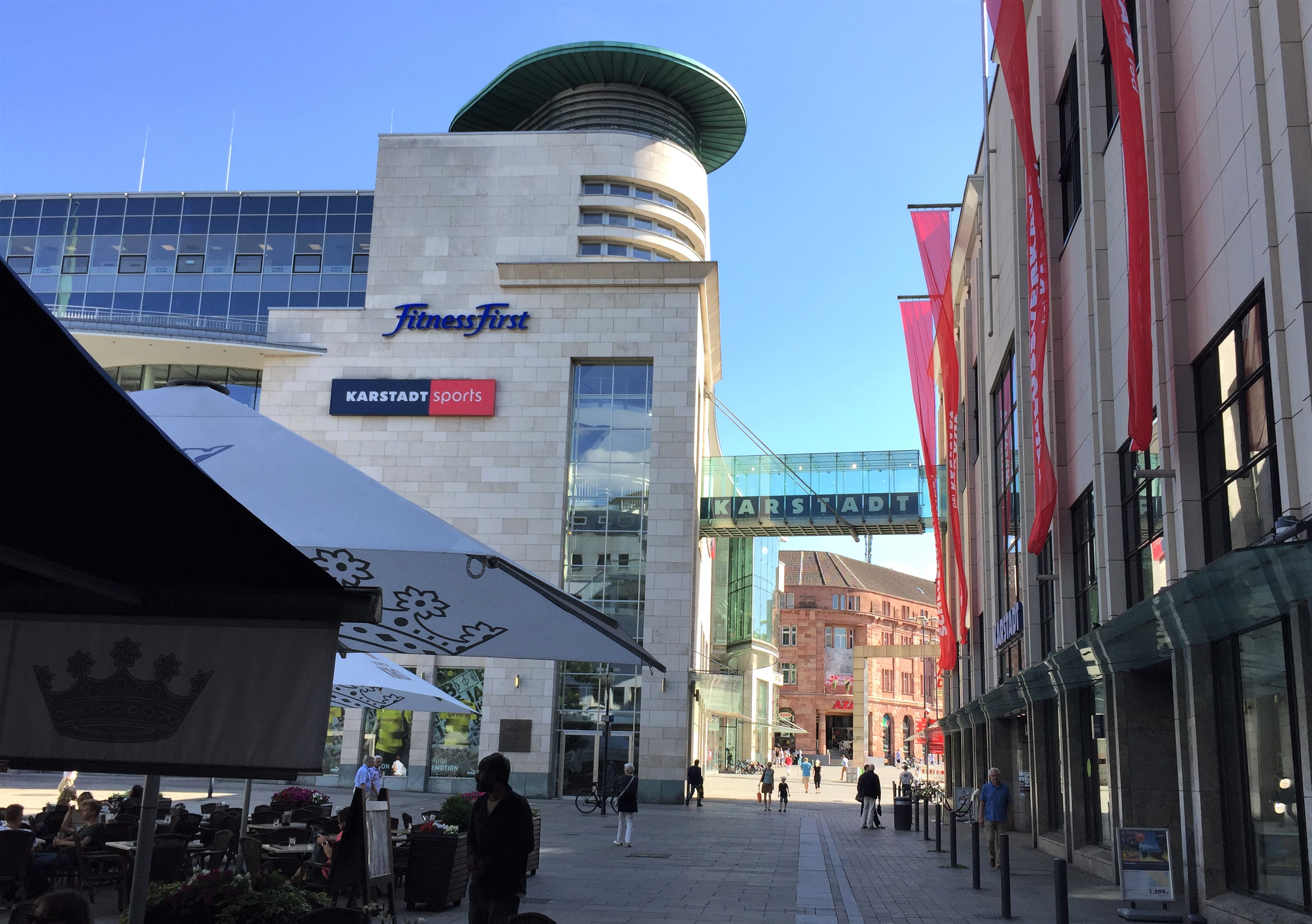
Karstadt Sports-Filiale in Dortmund

Nach der deutschen Wiedervereinigung wurden in Brandenburg an der Havel, Dresden, Halle (Saale), Magdeburg, Wismar und Görlitz ehemalige Centrum- und Magnet-Warenhäuser übernommen. 1994 wurden die Hertie-Kaufhäuser (darunter auch das KaDeWe) von Karstadt übernommen. Die Hertie-Warenhäuser wurden zunächst parallel weiterbetrieben. Später wurden sie nach und nach in Karstadt-Häuser umgewandelt oder geschlossen. Mit der Hertie-Übernahme wurde Karstadt auch Eigentümer mehrerer Grundstücke des jüdischen Kaufhausgründers Wertheim, den die Nationalsozialisten enteignet hatten. 2005 wurde die KarstadtQuelle AG vom Berliner Verwaltungsgericht zu einer Entschädigung der Erben verurteilt.
1999 fusionierten die Karstadt AG und das Versandhaus Quelle zur KarstadtQuelle AG.

### Die Warenhäuser im KarstadtQuelle- bzw. Arcandor-Konzern

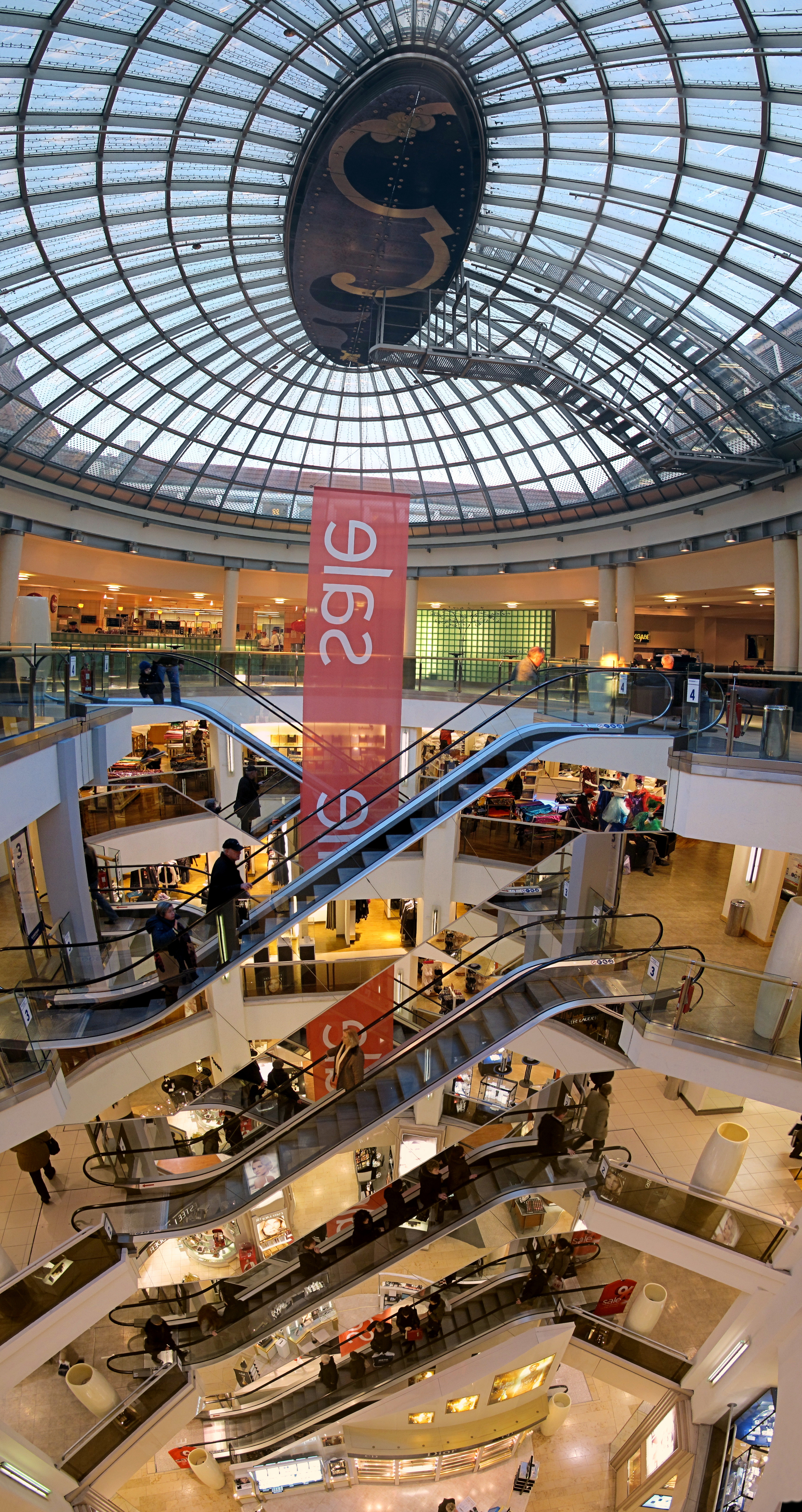
Glaskuppel und Lichthof (Karstadt München)

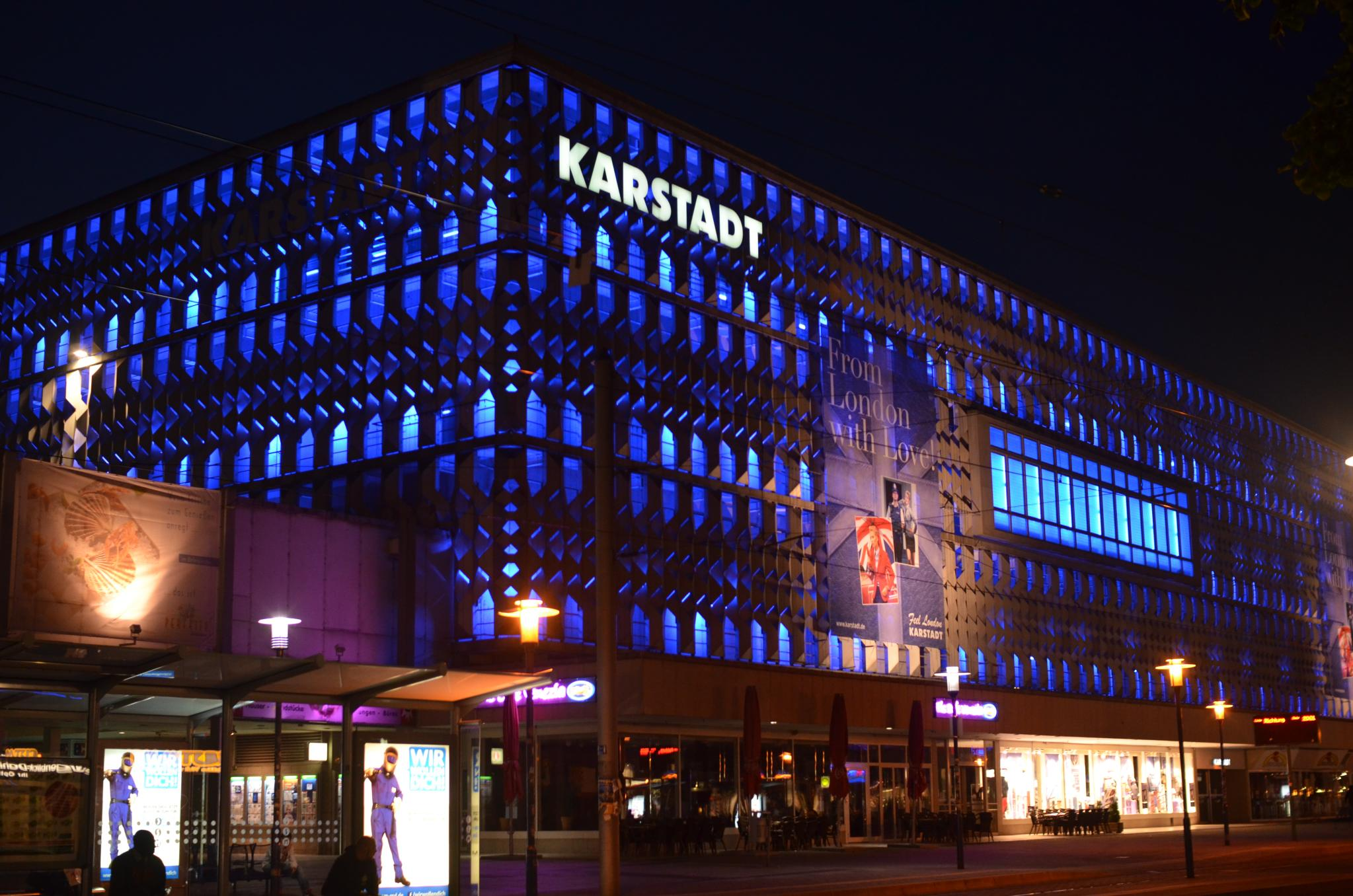
Das blau beleuchtete Karstadt Magdeburg bei Nacht

Nach der Fusion mit Quelle wurden die Warenhäuser der vormaligen Karstadt AG von der Karstadt Warenhaus GmbH (bis 2006 Karstadt Warenhaus AG), einer hundertprozentigen Tochtergesellschaft der KarstadtQuelle bzw. Arcandor AG betrieben.
Im Oktober 2004 wurde bekannt, dass sich die Karstadt Warenhaus AG wie auch der gesamte KarstadtQuelle-Konzern in dramatischen finanziellen Schwierigkeiten befand. Karstadt kämpfte mit den Problemen des gesamten Einzelhandels, aber auch hausgemachten Problemen. So hielt man entgegen dem Markttrend an einem Gemischtwarenprogramm fest. Kritiker bemängelten, die Einrichtung sei zu altmodisch, das Programm nicht kundengerecht.
Ab dem 1. Januar 2005 wurden die Lebensmittelabteilungen in derzeit 67 (anfangs 72) von 90 Karstadt-Kaufhäusern durch ein Joint Venture mit dem Namen Karstadt Feinkost GmbH & Co. KG mit Sitz in Köln geführt, an dem Karstadt mit 74,9 % und die Rewe Group mit 25,1 % und je einem Geschäftsführer beteiligt sind. Karstadt brachte Waren und Liegenschaften für etwa 50 Mio. Euro und Rewe neues Kapital in gleicher Höhe in die Gesellschaft ein. Karstadt Feinkost hatte zu Beginn rund 3700 Mitarbeiter, die hauptsächlich vom KarstadtQuelle-Konzern gestellt wurden, die einen jährlichen Umsatz von etwa 500 Mio. Euro erwirtschafteten. Bis 2007 erzielte das Gemeinschaftsunternehmen jedes Jahr Verluste vor Steuern in insgesamt zweistelliger Millionenhöhe. Nach und nach wurden seit Gründung der Karstadt Feinkost die Abteilungen nach Umbau auf die neue Marke Perfetto mit verändertem Sortiment umgestellt.
Im August 2005 wurden aufgrund der anhaltenden Krise 74 Karstadt-Filialen mit Verkaufsflächen von weniger als 8000 Quadratmetern (Karstadt Kompakt, später Hertie GmbH und nach Insolvenz geschlossen), 51 SinnLeffers-Modehäuser sowie die Fachhandelskette Runners Point verkauft.
Die noch im Eigentum von KarstadtQuelle verbliebenen Immobilien der Karstadt-Warenhäuser wurden 2006 zunächst an das Highstreet-Konsortium verkauft, an dem der Handelskonzern selbst zu 49 % und der Whitehall Fonds zu 51 % beteiligt waren. 2008 verkaufte die KarstadtQuelle AG ihren 49-prozentigen Anteil an ein Konsortium, dem unter anderen die Borletti Group, die Generali-Gruppe, Pirelli RE und RREEF Alternative Investments angehörten.
Zum 125-jährigen Bestehen brachte Karstadt im Jahr 2006 ein Jubiläumsbuch mit dem Titel Schaufenster Karstadt – Einblicke in 125 Jahre heraus, in dem die Geschichte des Unternehmens dargestellt wird.
Im Oktober 2007 meldete das Handelsblatt, der Konzern prüfe, die Kaufhof-Warenhäuser von der Metro AG zu übernehmen: Man wäre damit der zweitgrößte Kaufhauskonzern Europas nach dem spanischen El Corte Inglés. Die Buchhandelsflächen bei Karstadt betreibt seit April 2008 die DBH Warenhaus (Verlagsgruppe Weltbild/Hugendubel) als Shop-in-Shop. In Karstadt-Premiumhäusern firmieren die Buchflächen unter dem Namen Hugendubel (unter anderem im Berliner KaDeWe und im Karstadt am Berliner Hermannplatz), in allen anderen unter dem Namen Weltbild. Auch WMF, Rosenthal-Porzellan, der Drogeriemarkt Müller und andere Unternehmen sind Mieter bei Karstadt, arbeiten auf eigene Rechnung und mieten auch das Kassen-/Bezahlsystem von Karstadt. 2008 gab Gravis bekannt, dass die Zusammenarbeit mit Karstadt in zwei Pilot-Filialen in Düsseldorf und Lübeck aufgegeben wird, die ursprünglich für alle 90 Filialen vorgesehen war, weil sie nicht profitabel ist. Im selben Jahr begann Karstadt eine Kooperation mit den Modedesignern Kaviar & Gauche und Kostas Murkudis.
Im Mai 2009 wurde bekannt, dass die Galeria Kaufhof GmbH des Metro-Konzerns 60 der 90 Karstadt-Kaufhäuser übernehmen wolle. Überdies leistete die Karstadt-Muttergesellschaft Arcandor aufgrund von Liquiditätsproblemen die Mietzahlung nicht mehr an den Eigentümer der Kaufhausimmobilien, das Highstreet-Konsortium.

### Insolvenzverfahren
Am 9. Juni 2009 stellte Arcandor den Insolvenzantrag. Das Insolvenzverfahren wurde am 1. September 2009 eröffnet. Im November 2009 akzeptierte die Gewerkschaft in einer Vereinbarung einen Gehaltsverzicht von 150 Mio. Euro für die 28.000 Beschäftigten in den nächsten drei Jahren. Am 12. April 2010 stimmte die Gläubigerversammlung dem von dem Insolvenzverwalter Klaus Hubertus Görg vorgelegten Insolvenzplan zu, der einen Verkauf der Karstadt-Warenhäuser als Ganzes an einen Investor sowie einen weitreichenden Verzicht der Gläubiger auf ihre Forderungen vorsah. Zunächst weigerten sich einige Kommunen, dem geforderten Verzicht auf die Gewerbesteuer zuzustimmen. Es gab vier Interessenten für einen Kauf der Karstadthäuser, nämlich die deutsch-schwedische Investorgruppe Triton, Whitehall zusammen mit der Borletti-Gruppe sowie der deutsch-US-amerikanische Finanzinvestor Nicolas Berggruen. Dazu kam die Metro AG, die allerdings (wie im Jahr zuvor) nicht an allen Karstadt-Häusern interessiert war, um sie mit ihren eigenen Kaufhof-Häusern in eine Deutsche Warenhaus AG einzubringen.

### Verkauf an Berggruen
Am 7. Juni 2010 erteilte der Gläubigerausschuss von Karstadt mit neun von elf Stimmen der Berggruen Holding den Zuschlag – allerdings unter dem Vorbehalt (closing conditions, d. h. aufschiebende Bedingungen), dass das Highstreet-Konsortium bei den Mietforderungen nachgibt. Berggruen unterzeichnete am 8. Juni 2010 den Kaufvertrag, der vor allem an die Bedingung einer Einigung mit dem Hauptvermieter Highstreet geknüpft war. Als Kauf- und Investitionspreis wurde die Summe von 70 Mio. Euro genannt, in den nächsten drei Jahren sollten weitere 240 Mio. Euro investiert werden, wofür Berggruen kein Fremdkapital benötige. Am 30. Juni 2010 genehmigte das Bundeskartellamt die Übernahme der Warenhauskette. Die Einigung mit dem Highstreet-Konsortium über die Mieten erfolgte nach zähen Verhandlungen Anfang September 2010. Am 30. September 2010 hob das Essener Amtsgericht das Insolvenzverfahren auf. 40.000 Gläubiger mussten auf rund zwei Mrd. Euro verzichten.
Berggruen kündigte an, Karstadt in eine Dachgesellschaft und drei weitere Untergesellschaften rechtlich aufzuteilen, nämlich in die Sparten Sporthäuser, Premiumhäuser und sonstige Warenhäuser. Kleine Geschäftsbereiche seien leichter zu managen und könnten schneller reagieren. Außerdem könnten damit besser strategische Partner und Kooperationen für die jeweiligen Gesellschaften gewonnen werden. Die Gewerkschaft ver.di stimmte Berggruens Plan mit einer entsprechenden Änderung des Sanierungstarifvertrags zu. Der Logistikzweig des Unternehmens, KarstadtQuelle Beschaffungslogistik, wurde unter dem Namen Corporate Service (Germany) GmbH (CSG) weitergeführt, ab 2013 auch unter dem Namen Corporate Service GmbH. Die Unternehmung bietet Dienstleistung für den internationalen Einkauf und besonders Lieferkettenlösungen an. Geschäftsführer der Corporate Service (Germany) waren bis 2014 Marc Baeuerle und Stefan Graetz, der Hauptsitz befindet sich in Düsseldorf.
Zwischen dem 1. Oktober 2011 und dem 30. September 2012 erwirtschaftete die Unternehmensgruppe einen Verlust von 249,6 Millionen Euro. Davon entfielen 121 Millionen Euro auf Restrukturierungsmaßnahmen, vor allen Dingen Abfindungen für 2000 Mitarbeiter. In den ersten sieben Monaten des folgenden Geschäftsjahres sank der Umsatz um 7,9 %. Alle Waren-, Sport- und Premiumhäuser lagen unter Plan.
Im Mai 2013 teilte das Unternehmen mit, bis 2015 eine „Tarifpause“ einzulegen und damit vorübergehend aus der Tarifbindung auszusteigen.
Im September 2013 wurde bekannt, dass Berggruen die Premium- und Sporthäuser zu je 75,1 % an die österreichische Signa Holding des Investors René Benko veräußerte. Mit dem Erlös von 300 Mio. Euro sollen die Karstadt-Häuser modernisiert werden. 150 Mio. Euro stehen für die bei Karstadt verbliebenen Filialen bereit, davon sollen zumindest 15 Mio. Euro innerhalb von fünf Jahren in die Filialen investiert werden. Die verbleibenden 135 Mio. Euro ständen „zur freien Verfügung“. Die anderen 150 Mio. der Verkaufssumme sollen den veräußerten Filialen zugutekommen, davon gehen 100 Mio. Euro zur Investition an die Premiumhäuser und 50 Mio. Euro an die Sporthäuser. Die 300 Mio. Euro sollen erst nach 18 Monaten komplett gezahlt werden, wobei die Hälfte bis Jahresende gezahlt werden soll.
Im Februar 2014 wurde Eva-Lotta Sjöstedt neue Geschäftsführerin als Nachfolgerin von Andrew Jennings, der seit Anfang 2011 bei Karstadt war. Am 7. Juli 2014 teilte das Unternehmen mit, dass Sjöstedt per sofort von ihrem Amt zurücktreten werde. In ihrer Begründung hieß es: „Nach eingehender Prüfung, den Erfahrungen der letzten Monate und in genauer Kenntnis der wirtschaftlichen Rahmendaten muss ich nun jedoch feststellen, dass die Voraussetzungen für den von mir angestrebten Weg nicht mehr gegeben sind.“

### Verkauf an Signa Holding

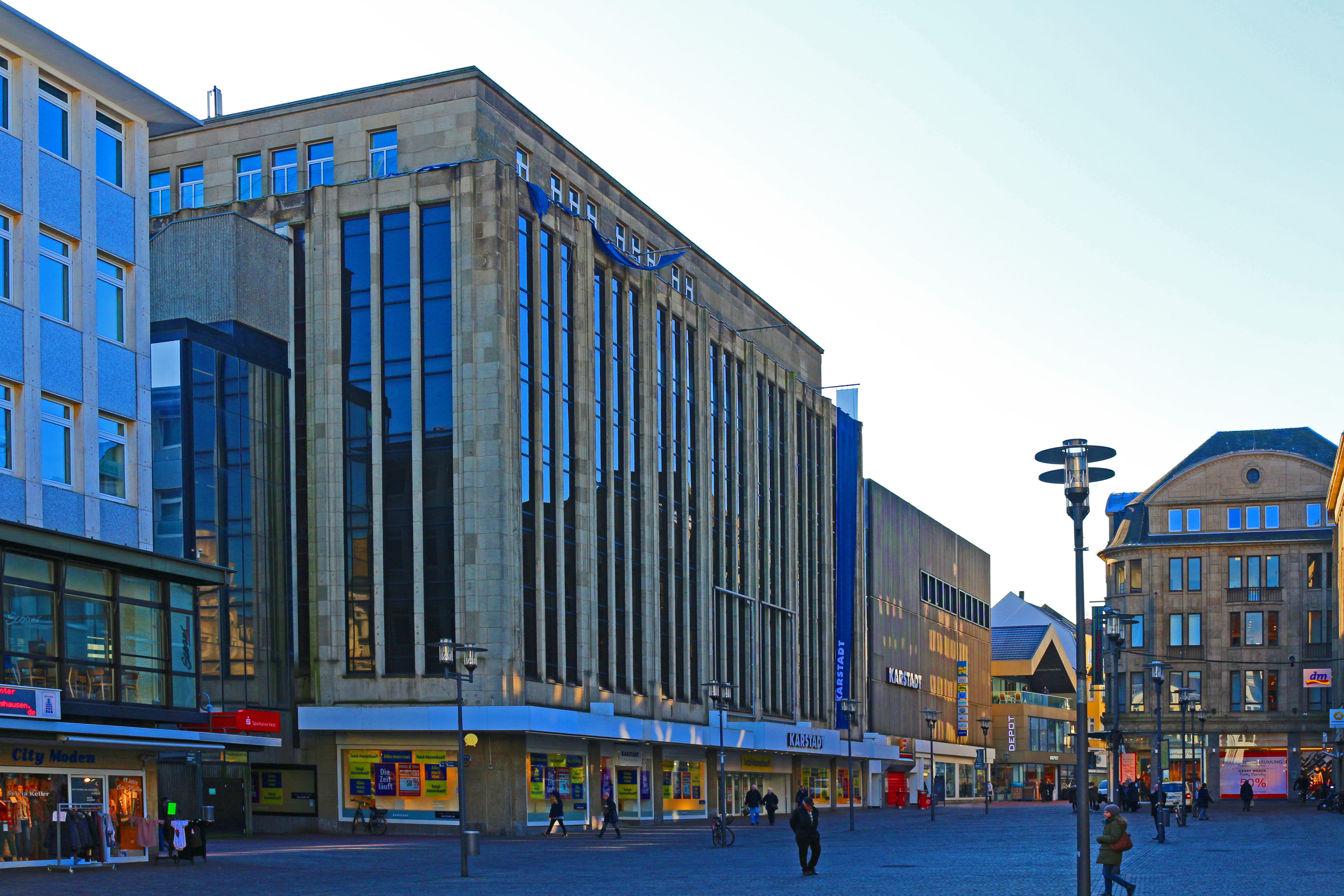
Das Recklinghäuser Haus (1893–2016) bestand 123 Jahre

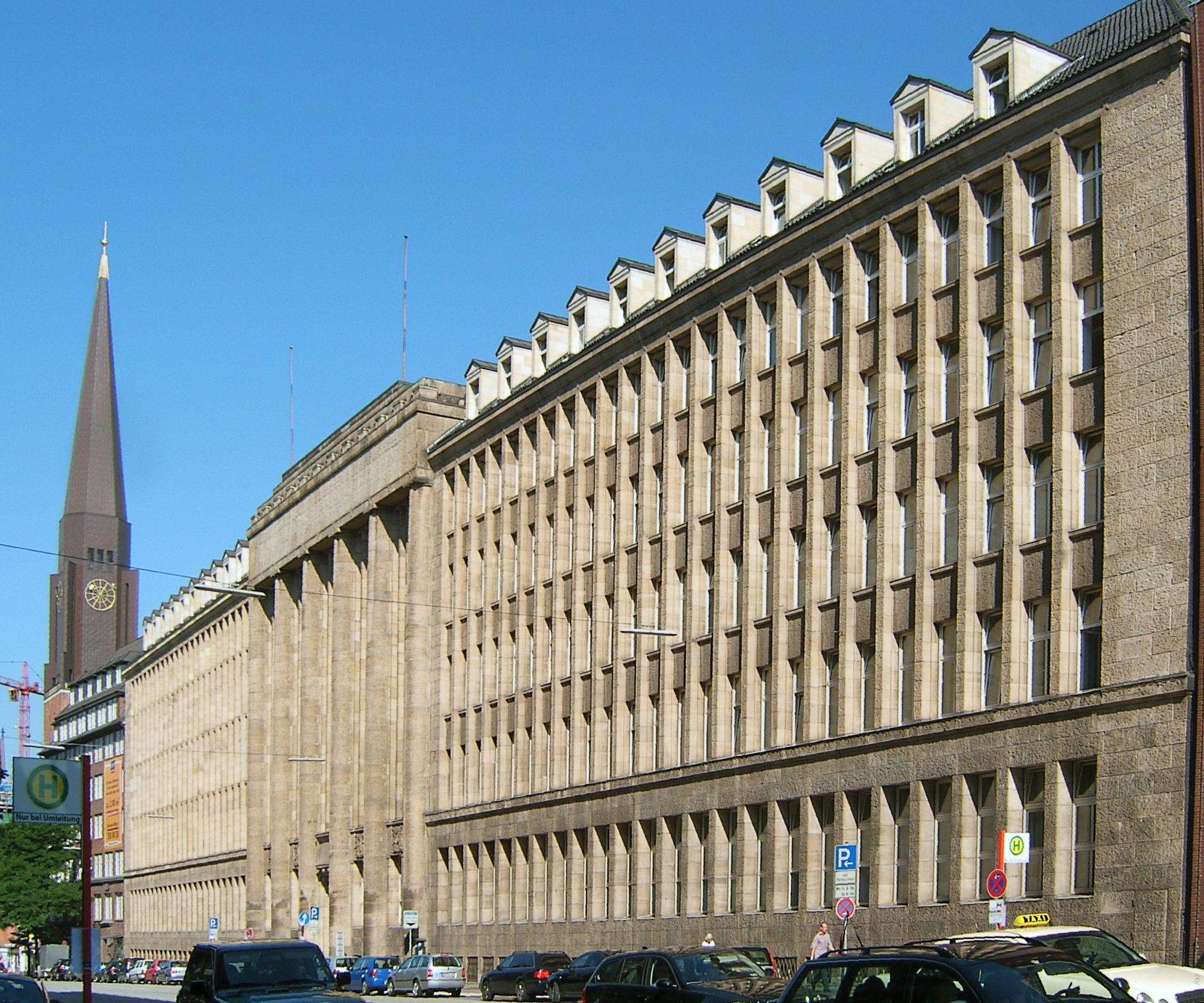
Die Karstadt-Hauptverwaltung befand sich von 1925 bis zum Umzug nach Berlin in der Steinstraße 10 in Hamburg. Das Gebäude wurde ab 1932 als Messehaus genutzt und seit 1936 als Finanzamt

Am 15. August 2014 wurde bekannt, dass die Signa Holding mit Sitz in Wien die angeschlagene Warenhauskette übernimmt. Auch die restlichen noch von Nicolas Berggruen gehaltenen Minderheitsanteile an der Karstadt Sports GmbH und der Karstadt Premium GmbH, zu der das KaDeWe in Berlin, das Alsterhaus in Hamburg und das Oberpollinger in München gehören, gingen an die Signa Retail GmbH.
Am 19. August 2014 teilte die Karstadt Warenhaus GmbH in einer Ad-hoc-Meldung mit, dass der bisherige Arbeitsdirektor und Personalchef des Unternehmens Kai-Uwe Weitz, der Karstadt nach dem Abgang von Eva-Lotta Sjöstedt seit Juli zusammen mit Finanzvorstand Miguel Müllenbach interimistisch geleitet hatte, den Konzern „in beiderseitigem Einvernehmen“ mit sofortiger Wirkung verlässt.
Am 23. Oktober 2014 gab Karstadt bekannt, dass der bisherige Aufsichtsratsvorsitzende Stephan Fanderl zum neuen Vorstandsvorsitzenden bestellt wurde. Neuer Aufsichtsratsvorsitzender wurde Wolfram Keil. Des Weiteren wurde mitgeteilt, dass im Zuge der Sanierung in einem ersten Schritt im Laufe des Jahres 2015 zwei Warenhäuser in Stuttgart und Hamburg-Billstedt, zwei Schnäppchen-Center in Frankfurt/Oder und Paderborn sowie in Göttingen und Köln die beiden K-Town-Filialen geschlossen werden. Das im Februar 2015 mit dem Betriebsrat vereinbarte Sanierungsprogramm sieht die Entlassung von 1400 statt wie ursprünglich geplant 2750 Mitarbeitern vor, zudem sind Altersteilzeit- und Vorruhestandsregelungen sowie die Einrichtung einer Transfergesellschaft vorgesehen.
Am 12. Mai 2015 teilte Karstadt mit, dass die Filialen in Bottrop und Dessau zum 30. März 2016 und die Filialen Recklinghausen, Neumünster und Mönchengladbach-Rheydt zum 30. Juni 2016 geschlossen werden. Nach Verhandlungen mit der Entwicklungsgesellschaft der Stadt Mönchengladbach (EWMG) berichteten Medien am 10. Juli 2015, dass die hiesige Karstadt-Filiale erhalten bleibe. Am 15. Oktober 2015 wurde bekannt, dass die Filiale in Dessau ebenfalls nicht zum 30. März 2016 schließt, da die Deutsche EuroShop das Haus gekauft habe. In einer Pressemitteilung teilte Karstadt am 4. Dezember 2015 mit, dass die Sparkasse Südholstein die Immobilie in Neumünster erworben und man die Schließungspläne zurückgezogen habe.
Die Karstadt Premium GmbH wurde im Frühjahr 2015 zur The KaDeWe Group GmbH umfirmiert, deren Mehrheitsanteil (50,1 %) im Juni 2015 an die thailändische Central Group (bzw. deren italienische Tochter La Rinascente) veräußert wurde. 49,9 % bleiben bei der Signa Retail GmbH.
Im Geschäftsjahr 2014/15, das am 30. September 2015 endete, konnte ein operativer Gewinn erwirtschaftet werden.
Ende des Jahres 2017 verkaufte der israelische Diamantenhändler Beny Steinmetz 13 an Karstadt vermietete Immobilien, die er im Tausch nach der Karstadt-Übernahme durch die Signa Holding erhalten hatte, für 620 Millionen Euro an die RFR Holding der US-amerikanischen Investoren Aby Rosen und Michael Fuchs.

## Unternehmenssitz
Der Sitz lag zunächst in Wismar und wechselte 1893 nach Kiel. Im Jahr 1912 wurde die Hauptverwaltung von Kiel nach Hamburg in die Steinstraße verlegt. Von hier wechselte sie 1932 nach Berlin in den Neubau in der damaligen Königstraße (Nähe Alexanderplatz) und 1936 weiter zur neuen „maßgeschneiderten“ Hauptverwaltung am Fehrbelliner Platz 1. Nach Kriegsende wurde ein Teil nach Hamburg, ein weiterer nach Recklinghausen ausgelagert, ein Teil zum Limbecker Platz in Essen. Nach dreijähriger Bauzeit wurde die Hauptverwaltung 1969 nach Essen-Bredeney zum heutigen Sitz verlegt (neben der A 52).

## Mitbewerber

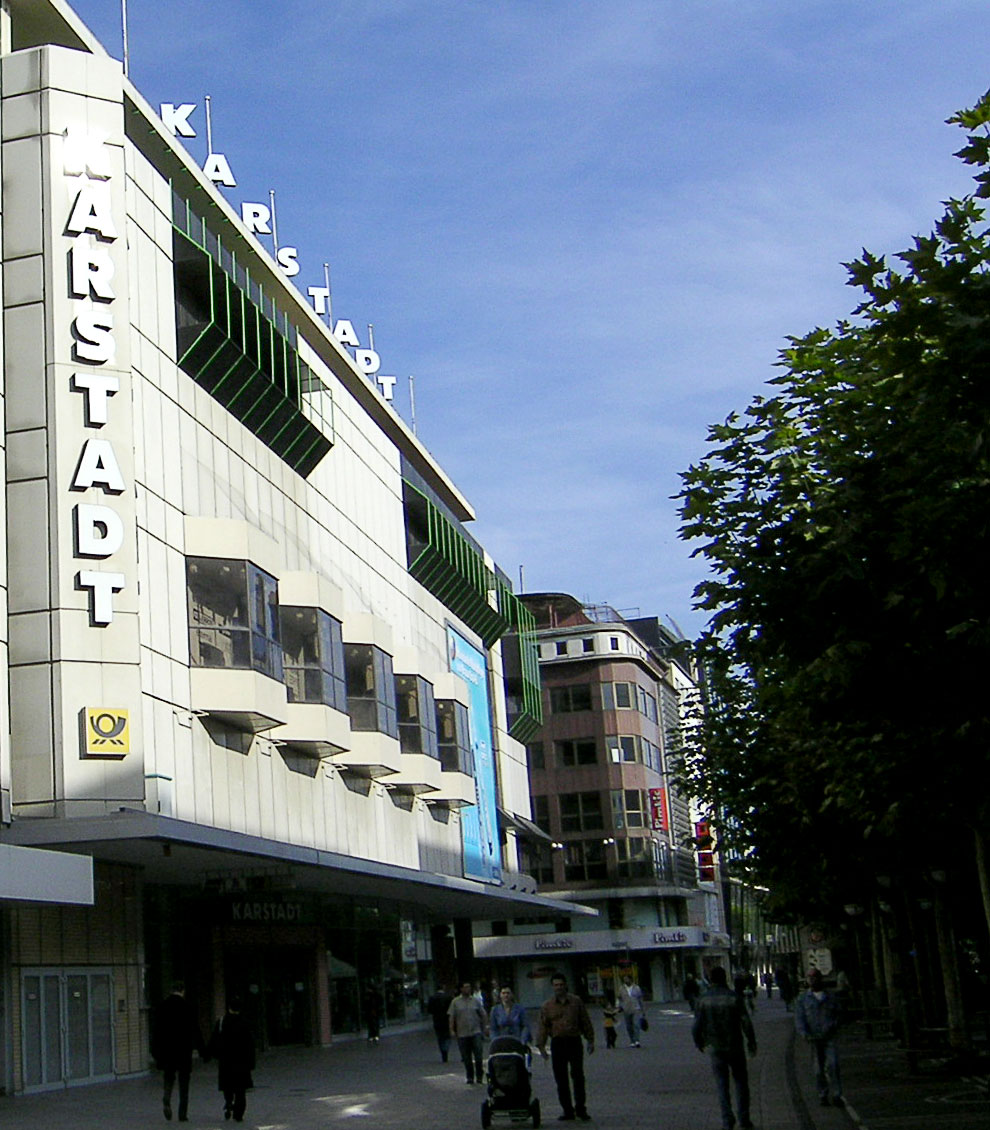
Karstadt Frankfurt am Main, Zeil. Das ehemalige „Flaggschiff“ von Hertie

Der wichtigste Mitbewerber der Karstadt-Warenhäuser war Galeria Kaufhof. Durch die Fusion der beiden Warenhausketten wurde die GALERIA Karstadt Kaufhof GmbH zur zweitgrößten Warenhauskette Europas. Frühere direkte Konkurrenten waren auch die Hertie- und Horten-Warenhäuser.
Innenstädtische Mitbewerber in Bereich Bekleidung und Technik bildeten Kaufhäuser wie C&A, Peek & Cloppenburg, Saturn und die ehemaligen Brinkmann-Kaufhäuser.
Die Mitbewerber sind seit den 1960er und 1970er Jahren zunehmend auf der grünen Wiese, das heißt am Stadtrand oder in den Vororten, aktiv. Insbesondere die Selbstbedienungs-Warenhäuser wie real, Famila, Plaza und andere sowie Fachmärkte (Adler, Vögele, Vobis, Media Markt) haben stark expandiert. Versuche in den 1970er Jahren, eine eigene Selbstbedienungs-Schiene einzurichten, scheiterten.

## Filialen

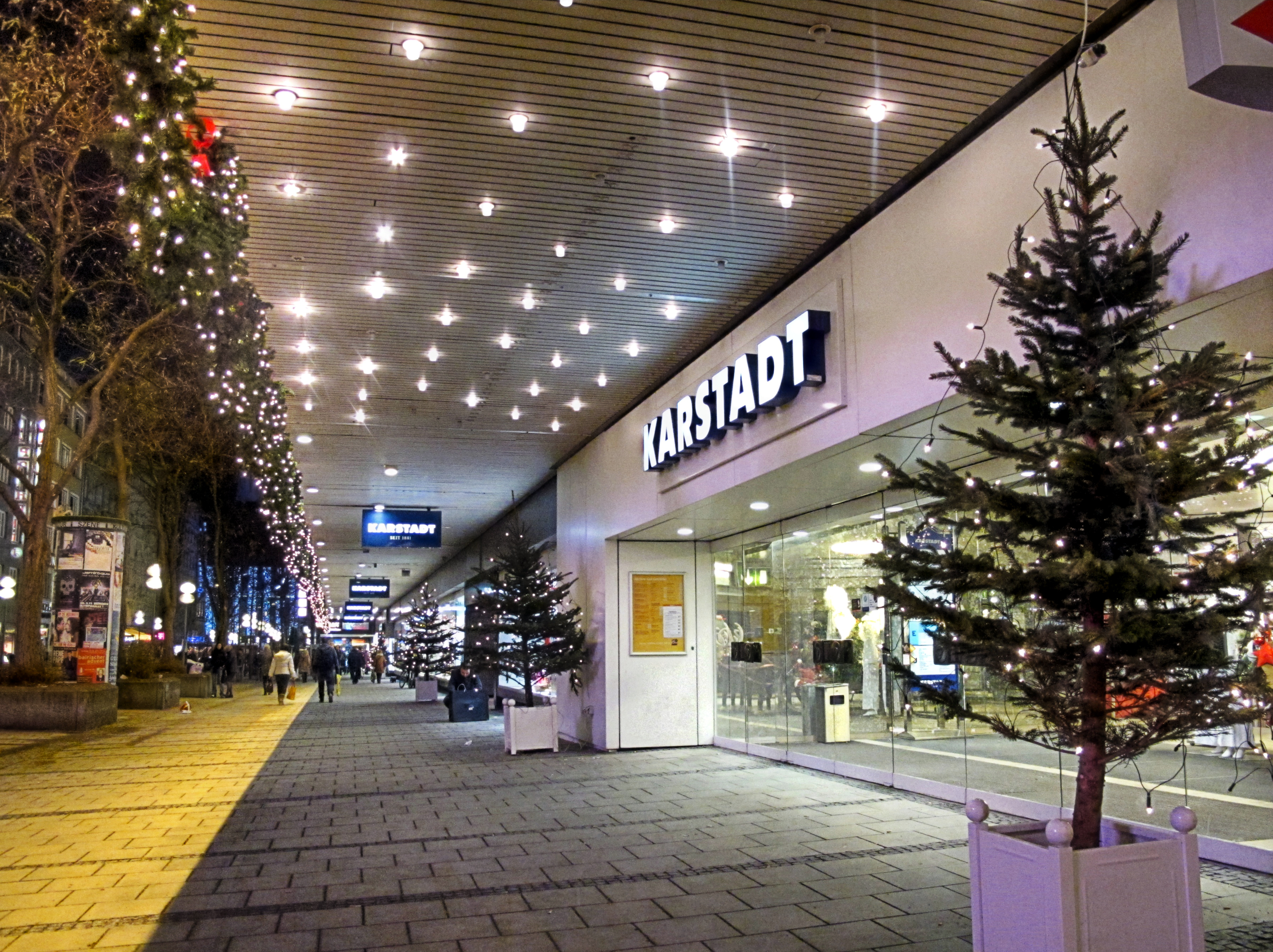
Karstadt München im Weihnachtsschmuck

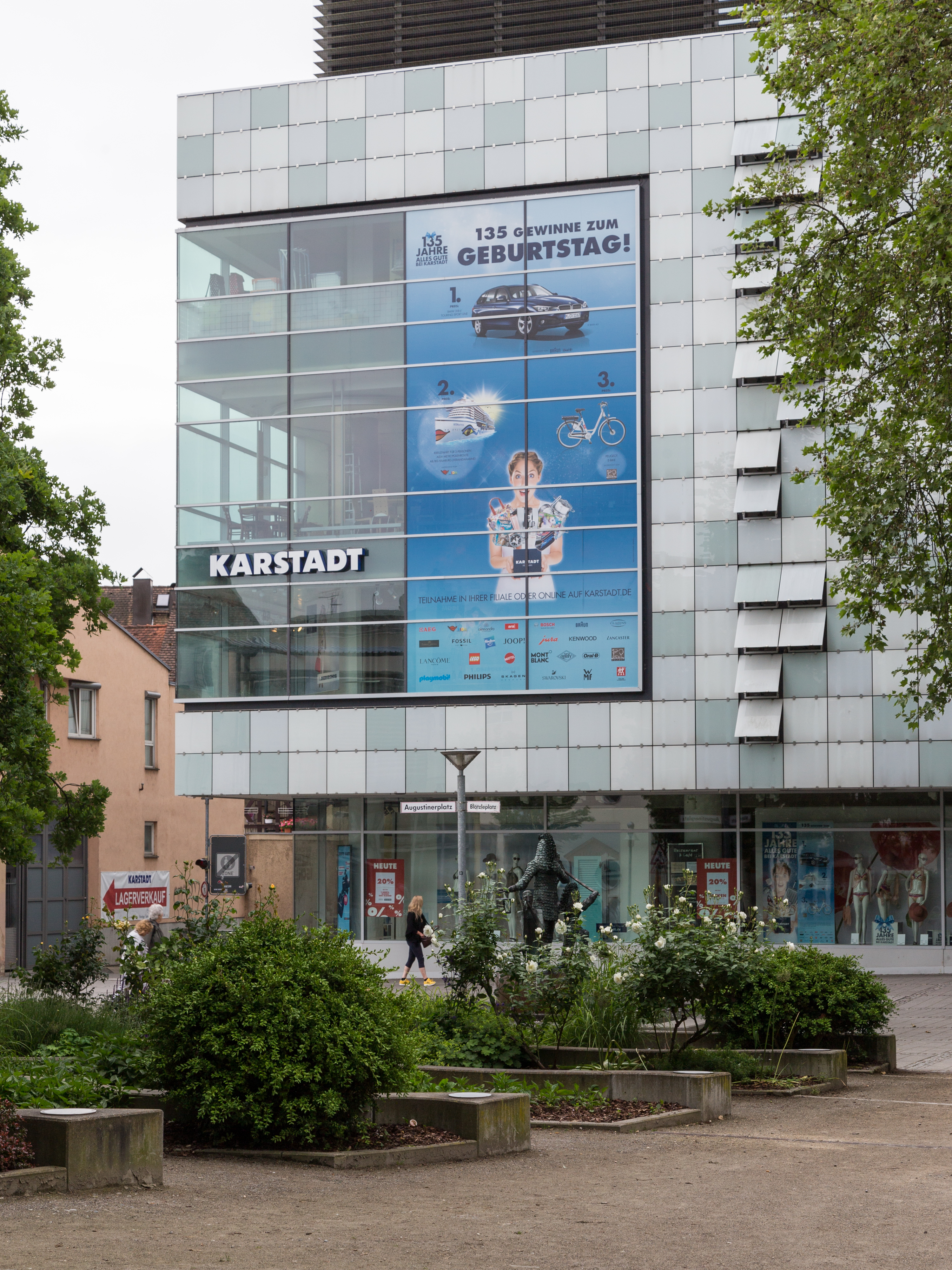
Karstadt in Konstanz

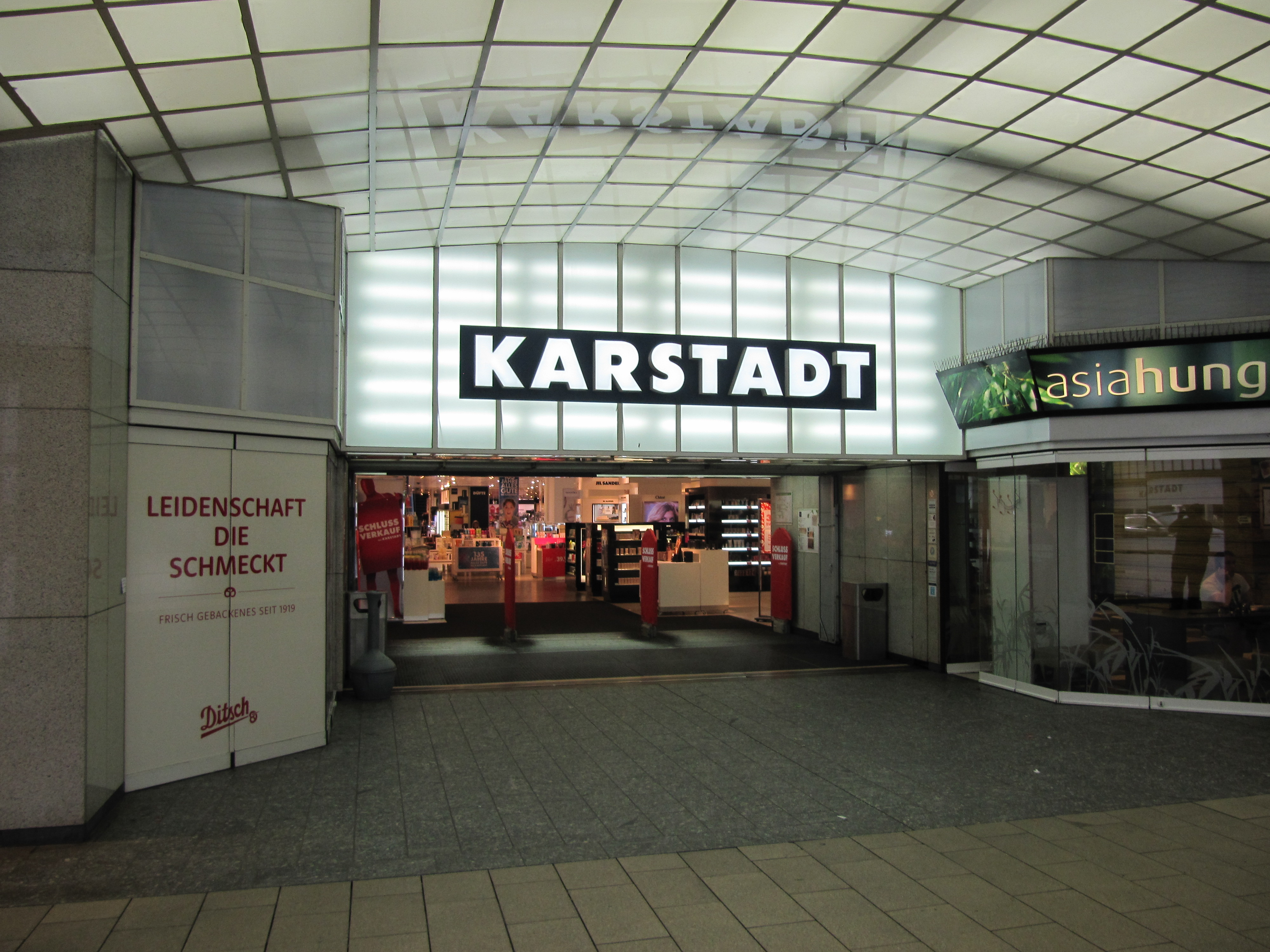
Eingang von Karstadt in Hamburg-Wandsbek, kurz vor Ladenschluss am 4. August 2016

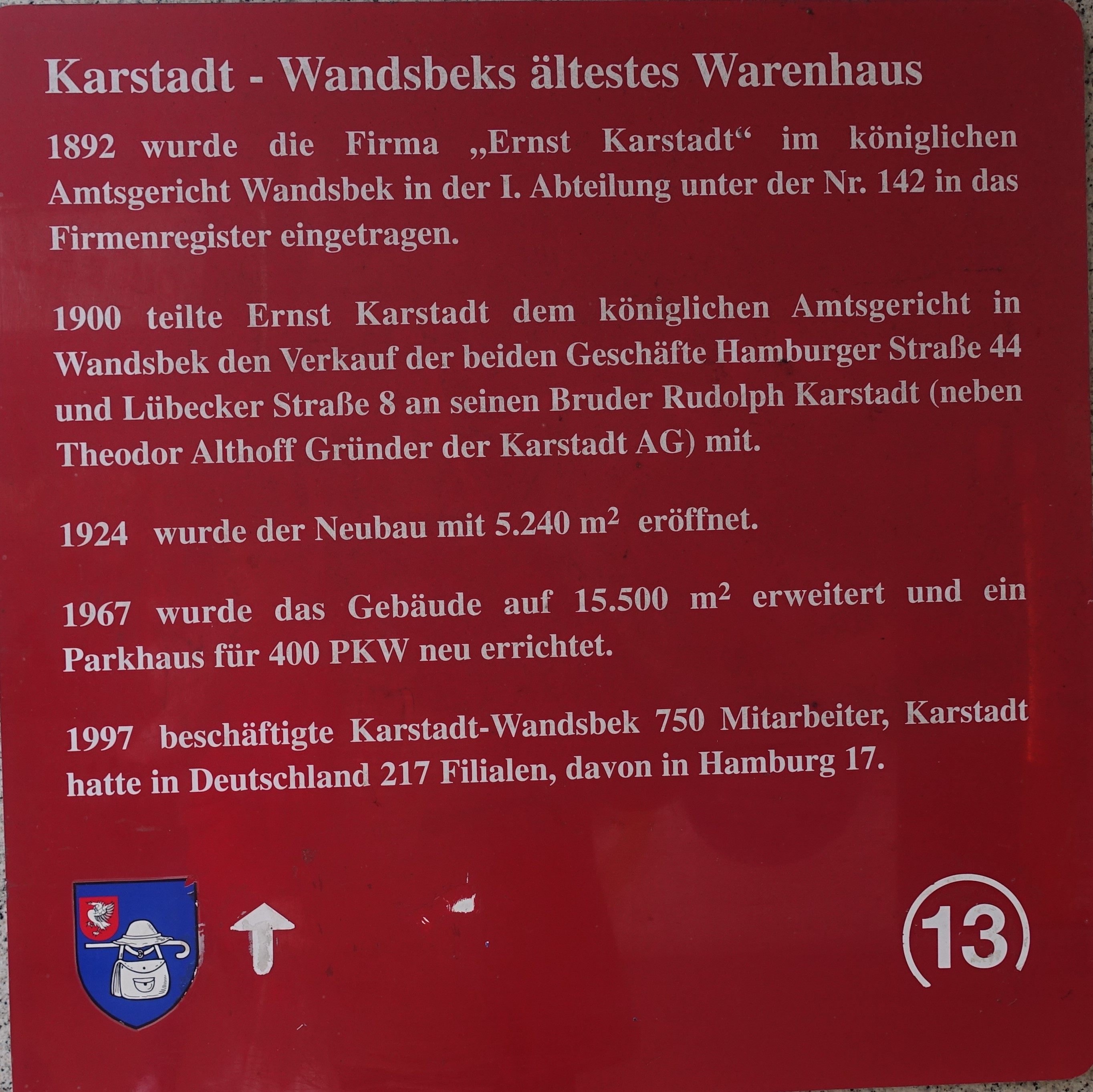
Geschichtstafel zu Karstadt in Hamburg-Wandsbek im Eingangsbereich des Kaufhauses

Demonstration in Hamburg-Wandsbek gegen die Schließung von Karstadt mit Finanzsenator Andreas Dressel (links) am 3. Juli 2020

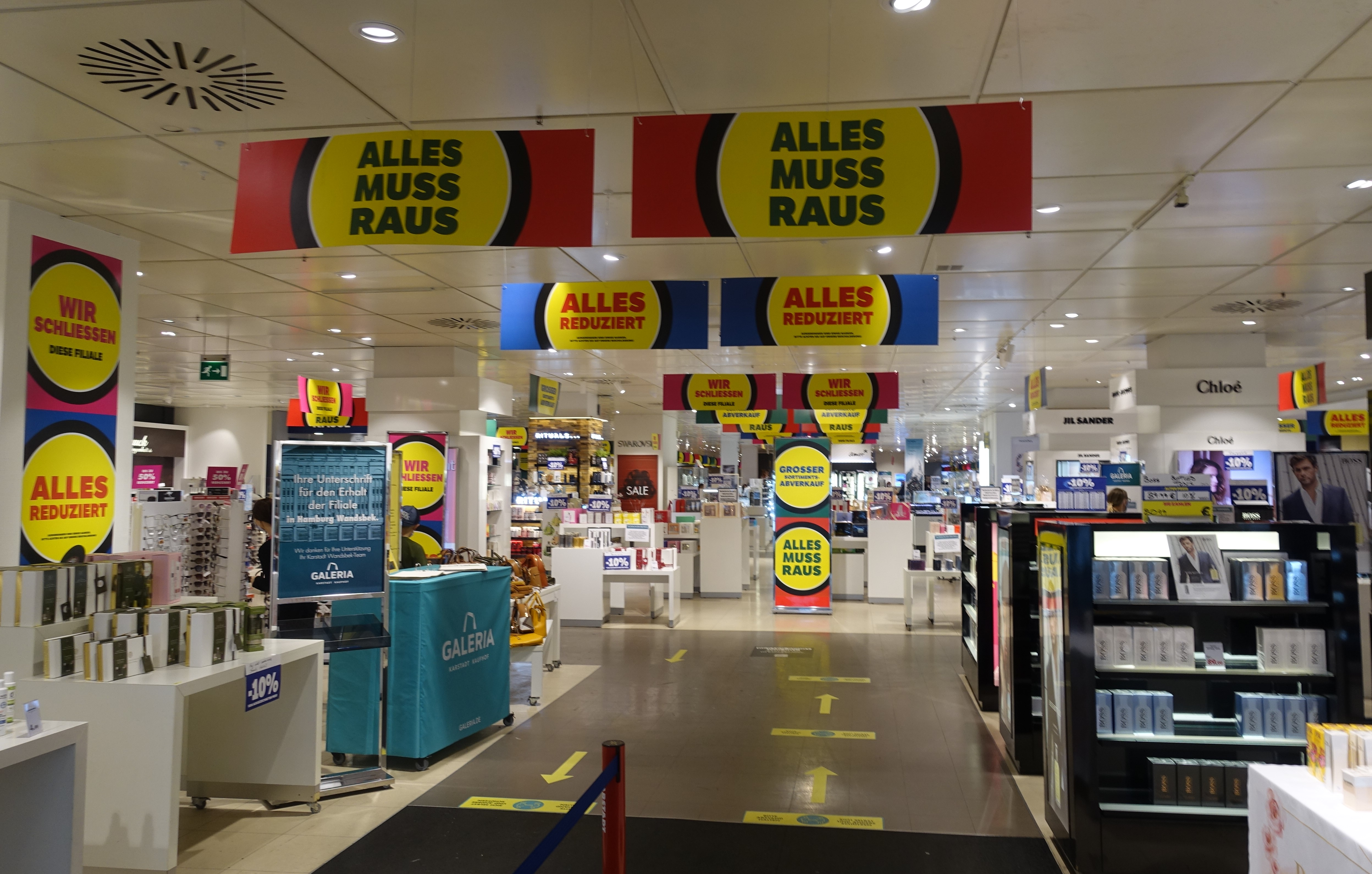
Karstadt Hamburg-Wandsbek Abverkauf und Schließung (Juli 2020)

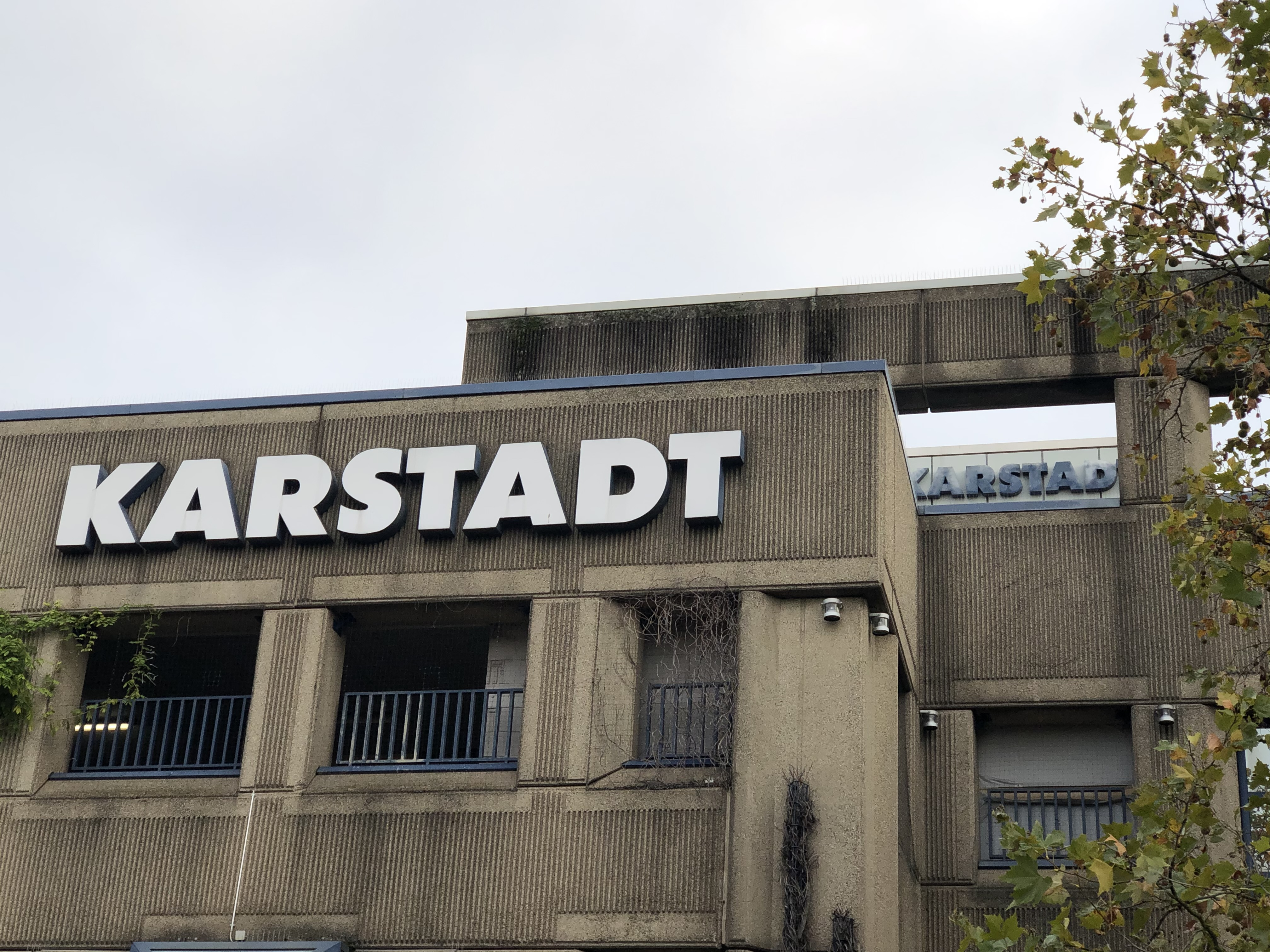
Fassade der Karstadt-Filiale in Gießen (November 2019)

Anfang 2009 existierten in Deutschland 90 Karstadt-Filialen; zwei Schaulandt-Filialen gehörten ebenfalls zu Karstadt. Zu den bedeutendsten Warenhäusern gehörten das KaDeWe (etwa 60.000 m²) in Berlin, der Oberpollinger (etwa 33.000 m²) in München und das Alsterhaus (etwa 24.000 m²) in Hamburg. Das Stammhaus in Wismar ist mit etwa 3.100 Quadratmetern die kleinste Filiale.
Die 180 Fox-Märkte, in denen Restmengen von Karstadt und Quelle verkauft wurden, wurden zur Jahreswende 2007/2008 geschlossen. Restposten wurden in Karstadt-Schnäppchencentern verkauft.
Am 10. November 2009 wurde die Schließung der Karstadt-Filialen in Dortmund (Kampstraße), München (am Dom) und im Hamburger Elbe-Einkaufszentrum bekanntgegeben. Außerdem schlossen eine Schaulandt-Filiale in Braunschweig, eine WOM-Filiale in Stuttgart (beim Hauptbahnhof) sowie der Karstadt-Multimedia-Fachmarkt in Berlin-Biesdorf.
Zum 1. Oktober 2011 gingen sämtliche Filialen von Karstadt-Sports in der Karstadt Sports GmbH, sowie das KaDeWe Berlin, das Alsterhaus Hamburg und Oberpollinger München in der Karstadt Premium GmbH auf. Damit waren die Sports-Filialen sowie die drei Premium-Filialen nicht mehr Bestandteil der Karstadt Warenhaus GmbH.
Im Rahmen des Sanierungsprogramms „Karstadt 2015“ der Karstadt Warenhaus GmbH wurde die Neuausrichtung des Online-Verkaufs beschlossen. Im November 2012 gab Karstadt bekannt, die Online-Filiale des Unternehmens in Zusammenarbeit mit Demandware und SinnerSchrader neu aufzusetzen.
Mit Stand 2014 war die umsatzstärkste Filiale jene am Münchner Hauptbahnhof, sie vertrieb 300.000 Produkte auf 40.000 Quadratmetern Verkaufsfläche.
Standorte der früheren Karstadt-Warenhäuser (Auszug):
- Bietigheim-Bissingen: Kronenplatz 5, im Kronenzentrum (geschlossen am 31. Juli 2009; anschließend Umbau des Kronenzentrums; heute C&A und H&M)[57]
- Dortmund: Kampstraße (Technikhaus, Haus am Westenhellweg und Sporthaus am Hansaplatz bestehen weiterhin; geschlossen 2009, abgerissen 2018)[58]
- Hamburg: Möllner Landstraße 1 (im Billstedt-Center Hamburg)
- Stuttgart, Königstraße 27–29; zuerst Hertie (geschlossen im Mai 2015; anschließend umgebaut[59])

Der Eigentümer des Gebäudes Karstadt Leipzig, Even Capital aus Luxemburg, kündigte dem Handelskonzern zum 31. März 2019. Es stand eine fast 70-prozentige Mieterhöhung im Raum. Karstadt an der Petersstraße hatte 34.000 Quadratmeter und beschäftigte mehr als 400 Mitarbeiter.

## Kundenkarten
Karstadt war Teil des Bonusprogramms HappyDigits und betrieb ein eigenes Kundenkartenprogramm.

## Filme
- Ingolf Gritschneder und Georg Wellmann: Reportagen der WDR-Reihe die story
  - 2010: Karstadt – Der große Schlussverkauf – Wie das Warenhaus in die Pleite geriet, Redaktion: Mathias Werth und Jo Angerer, Erstausstrahlung: 24. Februar 2010, 23:30 Uhr in Das Erste.[62] (Deutscher Wirtschaftsfilmpreis 2010)[63][64][65]
  - 2015: Jeder gegen jeden – Middelhoff, Karstadt und die Oppenheim-Pleite, Redaktion: Ulricke Schweizer und Jo Angerer, Erstausstrahlung: 26. Januar 2015.
- Die Karstadt-Story. Dokumentarfilm, Deutschland, 2004, 45 Min., Buch und Regie: Daniel Hechler, Stefan Tiyavorabun, Produktion: SWR, Report Mainz, Erstausstrahlung: 10. November 2004 in Das Erste.